# UEFA Europa League 2019–20
UEFA Europa League 2019–20  là mùa giải thứ 49 của giải đấu bóng đá các câu lạc bộ cao thứ nhì châu Âu được tổ chức bởi UEFA, và là mùa giải thứ 11 kể từ khi nó được đổi tên từ Cúp UEFA thành UEFA Europa League.
Trận chung kết được diễn ra tại Sân vận động RheinEnergie ở Cologne, Đức. Sevilla đánh bại Inter Milan trong trận chung kết để có kỷ lục lần thứ sáu vô địch giải đấu. Với tư cách nhà vô địch, Sevilla giành quyền thi đấu với nhà vô địch của UEFA Champions League 2019-20, Bayern Munich trong trận Siêu cúp châu Âu 2020. Vì họ đã giành quyền tham dự vòng bảng UEFA Champions League 2020-21 thông qua thành tích ở giải vô địch quốc gia của họ, suất dự dành riêng đó được đưa cho đội đứng thứ ba của Ligue 1 2019-20 (Rennes), hiệp hội xếp hạng 5 theo danh sách tham dự của mùa sau.
Vòng tứ kết trở về sau được diễn ra theo thể thức đấu một trận loại trực tiếp tại các sân trung lập ở Đức từ ngày 10 đến ngày 21 tháng 8 do tác động của đại dịch COVID-19.
Công nghệ video hỗ trợ trọng tài (VAR) được sử dụng ở giải đấu kể từ vòng đấu loại trực tiếp. Với tư cách nhà đương kim vô địch Europa League, Chelsea lọt vào UEFA Champions League 2019-20, mặc dù họ đã lọt vào trước trận chung kết thông qua thành tích của họ tại giải vô địch quốc gia. Họ không thể bảo vệ danh hiệu của họ vì đã lọt vào vòng đấu loại trực tiếp Champions League.

## Phân bố đội của các hiệp hội
Tổng cộng có 213 đội từ tất cả 55 hiệp hội thành viên UEFA tham dự UEFA Europa League 2019–20. Thứ hạng hiệp hội dựa trên hệ số quốc gia UEFA được dùng để xác định số đội tham dự cho mỗi hiệp hội:
- Các hiệp hội từ 1–51 (trừ Liechtenstein) có 3 đội tham dự.
- Các hiệp hội từ 52–54 có 2 đội tham dự.
- Liechtenstein và Kosovo (hiệp hội xếp hạng 55), mỗi hiệp hội có 1 đội tham dự (Liechtenstein chỉ tổ chức cúp quốc gia và không có giải quốc nội; Kosovo theo quyết định của Ủy ban điều hành UEFA).[6]
- Hơn nữa, 55 đội bị loại khỏi UEFA Champions League 2019-20 được chuyển qua Europa League (số đội mặc định là 57, nhưng có 2 đội thi đấu ở UEFA Champions League 2019-20).

### Xếp hạng hiệp hội
Đối với UEFA Europa League 2019–20, các hiệp hội được phân bố dựa trên hệ số quốc gia UEFA năm 2018, tính đến thành tích của họ tại các giải đấu châu Âu từ mùa giải 2013–14 đến 2017–18.
Ngoài việc phân bố số lượng đội dựa trên hệ số quốc gia, các hiệp hội có thể có thêm đội tham dự Champions League, như được ghi chú dưới đây:
- (UCL) – Các đội chuyển qua từ UEFA Champions League

| XH | Hiệp hội     | Hệ số   | Số đội | Ghi chú  |
| -- | ------------ | ------- | ------ | -------- |
| 1  | Tây Ban Nha  | 106.998 | 3      |          |
| 2  | Anh          | 79.605  | 3      |          |
| 3  | Ý            | 76.249  | 3      |          |
| 4  | Đức          | 71.427  | 3      |          |
| 5  | Pháp         | 56.415  | 3      |          |
| 6  | Nga          | 53.382  | 3      | +1 (UCL) |
| 7  | Bồ Đào Nha   | 47.248  | 3      | +1 (UCL) |
| 8  | Ukraina      | 41.133  | 3      | +1 (UCL) |
| 9  | Bỉ           | 38.500  | 3      |          |
| 10 | Thổ Nhĩ Kỳ   | 35.800  | 3      | +1 (UCL) |
| 11 | Áo           | 32.850  | 3      | +1 (UCL) |
| 12 | Thụy Sĩ      | 30.200  | 3      | +2 (UCL) |
| 13 | Cộng hòa Séc | 30.175  | 3      | +1 (UCL) |
| 14 | Hà Lan       | 29.749  | 3      | +1 (UCL) |
| 15 | Hy Lạp       | 28.600  | 3      | +1 (UCL) |
| 16 | Croatia      | 26.000  | 3      |          |
| 17 | Đan Mạch     | 25.950  | 3      | +1 (UCL) |
| 18 | Israel       | 21.750  | 3      | +1 (UCL) |
| 19 | Síp          | 21.550  | 3      | +1 (UCL) |

| XH | Hiệp hội      | Hệ số  | Số đội | Ghi chú  |
| -- | ------------- | ------ | ------ | -------- |
| 20 | Romania       | 20.450 | 3      | +1 (UCL) |
| 21 | Ba Lan        | 20.125 | 3      | +1 (UCL) |
| 22 | Thụy Điển     | 19.975 | 3      | +1 (UCL) |
| 23 | Azerbaijan    | 19.125 | 3      | +1 (UCL) |
| 24 | Bulgaria      | 19.125 | 3      | +1 (UCL) |
| 25 | Serbia        | 18.750 | 3      |          |
| 26 | Scotland      | 18.625 | 3      | +1 (UCL) |
| 27 | Belarus       | 18.625 | 3      | +1 (UCL) |
| 28 | Kazakhstan    | 18.125 | 3      | +1 (UCL) |
| 29 | Na Uy         | 17.425 | 3      | +1 (UCL) |
| 30 | Slovenia      | 14.500 | 3      | +1 (UCL) |
| 31 | Liechtenstein | 13.000 | 1      |          |
| 32 | Slovakia      | 12.125 | 3      | +1 (UCL) |
| 33 | Moldova       | 10.000 | 3      | +1 (UCL) |
| 34 | Albania       | 8.500  | 3      | +1 (UCL) |
| 35 | Iceland       | 8.250  | 3      | +1 (UCL) |
| 36 | Hungary       | 8.125  | 3      | +1 (UCL) |
| 37 | Bắc Macedonia | 7.500  | 3      | +1 (UCL) |

| XH | Hiệp hội              | Hệ số | Số đội | Ghi chú  |
| -- | --------------------- | ----- | ------ | -------- |
| 38 | Phần Lan              | 6.900 | 3      | +1 (UCL) |
| 39 | Cộng hòa Ireland      | 6.700 | 3      | +1 (UCL) |
| 40 | Bosnia và Herzegovina | 6.625 | 3      | +1 (UCL) |
| 41 | Latvia                | 5.625 | 3      | +1 (UCL) |
| 42 | Estonia               | 5.500 | 3      | +1 (UCL) |
| 43 | Litva                 | 5.375 | 3      | +1 (UCL) |
| 44 | Montenegro            | 5.000 | 3      | +1 (UCL) |
| 45 | Gruzia                | 5.000 | 3      | +1 (UCL) |
| 46 | Armenia               | 4.875 | 3      | +1 (UCL) |
| 47 | Malta                 | 4.500 | 3      | +1 (UCL) |
| 48 | Luxembourg            | 4.375 | 3      | +1 (UCL) |
| 49 | Bắc Ireland           | 4.250 | 3      | +1 (UCL) |
| 50 | Wales                 | 3.875 | 3      | +1 (UCL) |
| 51 | Quần đảo Faroe        | 3.750 | 3      | +1 (UCL) |
| 52 | Gibraltar             | 3.000 | 2      | +1 (UCL) |
| 53 | Andorra               | 1.331 | 2      | +1 (UCL) |
| 54 | San Marino            | 0.499 | 2      | +1 (UCL) |
| 55 | Kosovo                | 0.000 | 1      | +1 (UCL) |

### Phân phối
Dưới đây là danh sách tham dự cho mùa giải này.
|                                  |                                             | Các đội tham dự vòng đấu này | Các đội đi tiếp từ vòng đấu trước                                                                                | Các đội chuyển qua từ Champions League |
| -------------------------------- | ------------------------------------------- | --- | --- | --- |
| Vòng sơ loại (14 đội)            | Vòng sơ loại (14 đội)                       | - 4 đội vô địch cúp quốc gia từ các hiệp hội xếp hạng 52–55 - 6 đội á quân giải quốc nội từ các hiệp hội xếp hạng 49–54 - 4 đội đứng thứ ba giải quốc nội từ các hiệp hội xếp hạng 48–51 | | |
| Vòng loại thứ nhất (94 đội)      | Vòng loại thứ nhất (94 đội)                 | - 26 đội vô địch cúp quốc gia từ các hiệp hội xếp hạng 26–51 - 30 đội á quân giải quốc nội từ các hiệp hội xếp hạng 18–48 (ngoại trừ Liechtenstein) - 31 đội đứng thứ ba giải quốc nội từ các hiệp hội xếp hạng 16–47 (ngoại trừ Liechtenstein) | - 7 đội thắng từ vòng sơ loại                                                                                    | |
| Vòng loại thứ hai                | Nhóm các đội vô địch giải quốc nội (19 đội) | | | - 16 đội thua từ vòng loại thứ nhất Champions League - 3 đội thua từ vòng sơ loại Champions League |
| Vòng loại thứ hai                | Nhóm chính (74 đội)                         | - 7 đội vô địch cúp quốc gia từ các hiệp hội xếp hạng 19–25 - 2 đội á quân giải quốc nội từ các hiệp hội xếp hạng 16–17 - 3 đội đứng thứ ba giải quốc nội từ các hiệp hội xếp hạng 13–15 - 9 đội đứng thứ tư giải quốc nội từ các hiệp hội xếp hạng 7–15 - 2 đội đứng thứ năm giải quốc nội từ các hiệp hội xếp hạng 5–6 (đội vô địch cúp Liên đoàn đối với Pháp) - 4 đội đứng thứ sáu giải quốc nội từ các hiệp hội xếp hạng 1–4 (đội vô địch cúp Liên đoàn đối với Anh) | - 47 đội thắng từ vòng loại thứ nhất                                                                             | |
| Vòng loại thứ ba                 | Nhóm các đội vô địch giải quốc nội (20 đội) | | - 10 đội thắng từ vòng loại thứ hai (Nhóm các đội vô địch giải quốc nội)                                         | - 10 đội thua từ vòng loại thứ hai Champions League (Nhóm các đội vô địch giải quốc nội) |
| Vòng loại thứ ba                 | Nhóm chính (52 đội)                         | - 6 đội vô địch cúp quốc gia từ các hiệp hội xếp hạng 13–18 - 6 đội đứng thứ ba giải quốc nội từ các hiệp hội xếp hạng 7–12 - 1 đội đứng thứ tư giải quốc nội từ hiệp hội xếp hạng 6 | - 37 đội thắng từ vòng loại thứ hai (Nhóm chính)                                                                 | - 2 đội thua từ vòng loại thứ hai Champions League (Nhóm các đội không vô địch giải quốc nội) |
| Vòng play-off                    | Nhóm các đội vô địch giải quốc nội (16 đội) | | - 10 đội thắng từ vòng loại thứ ba (Nhóm các đội vô địch giải quốc nội)                                          | - 6 đội thua từ vòng loại thứ ba Champions League (Nhóm các đội vô địch giải quốc nội) |
| Vòng play-off                    | Nhóm chính (26 đội)                         | | - 26 đội thắng từ vòng loại thứ ba (Nhóm chính)                                                                  | |
| Vòng bảng (48 đội)               | Vòng bảng (48 đội)                          | - 12 đội vô địch cúp quốc gia từ các hiệp hội xếp hạng 1–12 - 1 đội đứng thứ tư giải quốc nội từ hiệp hội xếp hạng 5 - 4 đội đứng thứ năm giải quốc nội từ các hiệp hội xếp hạng 1–4 | - 8 đội thắng từ vòng play-off (Nhóm các đội vô địch giải quốc nội) - 13 đội thắng từ vòng play-off (Nhóm chính) | - 4 đội thua từ vòng play-off Champions League (Nhóm các đội vô địch giải quốc nội) - 2 đội thua từ vòng play-off Champions League (Nhóm các đội không vô địch giải quốc nội) - 4 đội thua từ vòng loại thứ ba Champions League (Nhóm các đội không vô địch giải quốc nội) |
| Vòng đấu loại trực tiếp (32 đội) | Vòng đấu loại trực tiếp (32 đội)            | | - 12 đội đứng thứ nhất từ vòng bảng - 12 đội đứng thứ nhì từ vòng bảng                                           | - 8 đội đứng thứ ba từ vòng bảng Champions League |

### Các đội bóng
Các kí tự trong ngoặc thể hiện cách mỗi đội giành suất tham dự giải đấu ở vòng đấu họ lọt vào:
- CW: Đội vô địch Cúp quốc gia
- 2nd, 3rd, 4th, 5th, 6th, v.v...: Vị trí tại giải quốc nội
- LC: Đội vô địch Cúp liên đoàn
- RW: Đội vô địch mùa giải chính
- PW: Đội thắng vòng play-off tranh suất dự Europa League cuối mùa
- UCL: Chuyển qua từ Champions League
  - GS: Đội đứng thứ ba từ vòng bảng
  - PO: Đội thua từ vòng play-off
  - Q3: Đội thua từ vòng loại thứ ba
  - Q2: Đội thua từ vòng loại thứ hai
  - Q1: Đội thua từ vòng loại thứ nhất
  - PR: Đội thua từ vòng sơ loại (F: chung kết; SF: bán kết)

| Club Brugge (UCL GS) | Shakhtar Donetsk (UCL GS) | Red Bull Salzburg (UCL GS) | Benfica (UCL GS) |
| Olympiacos (UCL GS)  | Bayer Leverkusen (UCL GS) | Inter Milan (UCL GS)       | Ajax (UCL GS)    |

| Getafe (5th)                   | VfL Wolfsburg (6th)            | Beşiktaş (3rd)       | Krasnodar (UCL PO)           |
| Sevilla (6th)                  | Rennes (CW)                    | Wolfsberger AC (3rd) | LASK (UCL PO)                |
| Arsenal (5th)                  | Saint-Étienne (4th)            | Lugano (3rd)         | Porto (UCL Q3)               |
| Manchester United (6th)        | CSKA Moscow (4th)              | Young Boys (UCL PO)  | Dynamo Kyiv (UCL Q3)         |
| Lazio (CW)                     | Sporting CP (CW)               | APOEL (UCL PO)       | İstanbul Başakşehir (UCL Q3) |
| Roma (6th)[Note ITA]           | Oleksandriya (3rd)             | CFR Cluj (UCL PO)    | Basel (UCL Q3)               |
| Borussia Mönchengladbach (5th) | Standard Liège (3rd)[Note BEL] | Rosenborg (UCL PO)   |                              |

| Nhóm các đội vô địch giải quốc nội | Nhóm các đội vô địch giải quốc nội | Nhóm chính | Nhóm chính |
| ---------------------------------- | ---------------------------------- | ---------- | ---------- |
| PAOK (UCL Q3)                      | Celtic (UCL Q3)                    |            |            |
| Copenhagen (UCL Q3)                | Maribor (UCL Q3)                   |            |            |
| Qarabağ (UCL Q3)                   | Ferencváros (UCL Q3)               |            |            |

| Nhóm các đội vô địch giải quốc nội | Nhóm các đội vô địch giải quốc nội | Nhóm chính             | Nhóm chính              |
| ---------------------------------- | ---------------------------------- | ---------------------- | ----------------------- |
| Maccabi Tel Aviv (UCL Q2)          | Nõmme Kalju (UCL Q2)               | Spartak Moscow (5th)   | Feyenoord (3rd)         |
| AIK (UCL Q2)                       | Sutjeska Nikšić (UCL Q2)           | Braga (4th)            | AEK Athens (3rd)        |
| BATE Borisov (UCL Q2)              | Saburtalo Tbilisi (UCL Q2)         | Mariupol (4th)         | Rijeka (CW)             |
| HJK (UCL Q2)                       | Valletta (UCL Q2)                  | Antwerp (PW)[Note BEL] | Midtjylland (CW)        |
| Dundalk (UCL Q2)                   | The New Saints (UCL Q2)            | Trabzonspor (4th)      | Bnei Yehuda (CW)        |
|                                    | Sarajevo (UCL Q1)[Note UCL Q1]     | Austria Wien (4th)     | Viktoria Plzeň (UCL Q2) |
|                                    |                                    | Thun (4th)             | PSV Eindhoven (UCL Q2)  |
| Sparta Prague (3rd)                |                                    |                        |                         |

| Nhóm các đội vô địch giải quốc nội | Nhóm các đội vô địch giải quốc nội | Nhóm chính                    | Nhóm chính              |
| ---------------------------------- | ---------------------------------- | ----------------------------- | ----------------------- |
| Piast Gliwice (UCL Q1)             | Sūduva (UCL Q1)                    | Espanyol (7th)                | AZ (4th)                |
| Ludogorets Razgrad (UCL Q1)        | Ararat-Armenia (UCL Q1)            | Wolverhampton Wanderers (7th) | FC Utrecht (PW)         |
| Astana (UCL Q1)                    | F91 Dudelange (UCL Q1)             | Torino (7th)[Note ITA]        | Atromitos (4th)         |
| Slovan Bratislava (UCL Q1)         | Linfield (UCL Q1)                  | Eintracht Frankfurt (7th)     | Aris (5th)              |
| Sheriff Tiraspol (UCL Q1)          | HB Tórshavn (UCL Q1)               | Strasbourg (LC)               | Osijek (3rd)            |
| Partizani (UCL Q1)                 | Feronikeli (UCL Q1)                | Arsenal Tula (6th)            | Esbjerg (3rd)           |
| Valur (UCL Q1)                     | FC Santa Coloma (UCL PR F)         | Vitória de Guimarães (5th)    | AEL Limassol (CW)       |
| Shkëndija (UCL Q1)                 | Lincoln Red Imps (UCL PR SF)       | Zorya Luhansk (5th)           | Viitorul Constanța (CW) |
| Riga (UCL Q1)                      | Tre Penne (UCL PR SF)              | KAA Gent (5th)[Note BEL]      | Lechia Gdańsk (CW)      |
|                                    |                                    | Yeni Malatyaspor (5th)        | BK Häcken (CW)          |
| Sturm Graz (PW)                    | Gabala (CW)                        |                               |                         |
| Luzern (5th)                       | Lokomotiv Plovdiv (CW)             |                               |                         |
| Jablonec (4th)                     | Partizan (CW)                      |                               |                         |
| Mladá Boleslav (PW)                |                                    |                               |                         |

| Hajduk Split (4th)          | Dinamo Minsk (3rd)        | Breiðablik (2nd)                      | Flora (3rd)                    |
| Brøndby (PW)                | Vitebsk (4th)             | KR (4th)                              | Žalgiris (CW)                  |
| Maccabi Haifa (2nd)         | Kairat (CW)               | Fehérvár (CW)                         | Riteriai (3rd)                 |
| Hapoel Be'er Sheva (3rd)    | Tobol (3rd)               | Debrecen (3rd)                        | Kauno Žalgiris (5th)[Note LTU] |
| AEK Larnaca (2nd)           | Ordabasy (4th)            | Honvéd (4th)                          | Budućnost Podgorica (CW)       |
| Apollon Limassol (3rd)      | Molde (2nd)               | Akademija Pandev (CW)                 | Zeta (3rd)                     |
| FCSB (2nd)                  | Brann (3rd)               | Shkupi (4th)                          | Titograd (4th)                 |
| Universitatea Craiova (4th) | Haugesund (4th)           | Makedonija GP (5th)[Note MKD]         | Torpedo Kutaisi (CW)           |
| Legia Warsaw (2nd)          | Olimpija Ljubljana (CW)   | Inter Turku (CW)                      | Dinamo Tbilisi (2nd)           |
| Cracovia (4th)              | Domžale (3rd)             | RoPS (2nd)                            | Chikhura Sachkhere (4th)       |
| IFK Norrköping (2nd)        | Mura (4th)                | KuPS (3rd)                            | Alashkert (CW)                 |
| Malmö FF (3rd)              | Vaduz (CW)                | Cork City (2nd)                       | Pyunik (2nd)                   |
| Neftçi Baku (2nd)           | Spartak Trnava (CW)       | Shamrock Rovers (3rd)                 | Banants (3rd)                  |
| Sabail (3rd)                | DAC Dunajská Streda (2nd) | St Patrick's Athletic (5th)[Note IRL] | Balzan (CW)                    |
| CSKA Sofia (2nd)            | Ružomberok (3rd)          | Zrinjski Mostar (2nd)                 | Hibernians (2nd)               |
| Levski Sofia (PW)           | Milsami Orhei (2nd)       | Široki Brijeg (3rd)                   | Gżira United (3rd)             |
| Radnički Niš (2nd)          | Petrocub Hîncești (3rd)   | Radnik Bijeljina (5th)[Note BIH]      | Fola Esch (2nd)                |
| Čukarički (4th)             | Speranța Nisporeni (4th)  | Ventspils (2nd)                       | Jeunesse Esch (3rd)            |
| Rangers (2nd)               | Kukësi (CW)               | RFS (3rd)                             | Crusaders (CW)                 |
| Kilmarnock (3rd)            | Teuta (3rd)               | Liepāja (4th)                         | Connah's Quay Nomads (2nd)     |
| Aberdeen (4th)              | Laçi (6th)[Note ALB]      | Narva Trans (CW)                      | B36 Tórshavn (CW)              |
| Shakhtyor Soligorsk (CW)    | Stjarnan (CW)             | FCI Levadia (2nd)                     |                                |

| Progrès Niederkorn (4th) | Cardiff Metropolitan University (PW) | St Joseph's (3rd) | La Fiorita (2nd) |
| Ballymena United (2nd)   | NSÍ Runavík (2nd)                    | Engordany (CW)    | Prishtina (2nd)  |
| Cliftonville (PW)        | KÍ Klaksvík (4th)                    | Sant Julià (2nd)  |                  |
| Barry Town United (3rd)  | Europa (CW)                          | Tre Fiori (CW)    |                  |

Một đội không chơi ở hạng đấu cao nhất quốc gia tham dự giải đấu; Vaduz (đại diện của Liechtenstein) chơi ở Swiss Challenge League 2018-19, giải hạng hai của Thụy Sĩ.
Ghi chú
1. ^ Albania (ALB): Skënderbeu đủ điều kiện tham dự vòng loại Europa League đầu tiên với tư cách là đội xếp thứ tư của 2018–19 Albanian Superliga, nhưng bị cấm tham gia các giải đấu của UEFA.[9] Kết quả là, suất tham dự đã được trao cho đội đứng thứ sáu của giải đấu, Laçi, kể từ khi đội xếp thứ năm của giải đấu, Flamurtari, không được cấp giấy phép UEFA.[10]
2. ^ Bỉ (BEL): KV Mechelen đủ điều kiện tham dự vòng bảng Europa League với tư cách là đội vô địch 2018–19 Belgian Cup, nhưng bị cáo buộc dàn xếp tỉ số như một phần của 2017–19 Belgian football fraud scandal, và bị cấm  tham gia các giải đấu châu Âu 2019-20 bởi Royal Belgian Football Association. Mechelen đã kháng cáo quyết định,[11] nhưng phán quyết cuối cùng đã được Tòa án Trọng tài Thể thao Bỉ công bố vào ngày 17 tháng 7 năm 2019 và KV Mechelen vẫn bị cấm,[12] và sau đó đã được thay thế bởi UEFA.[13] Do đó, đội xếp thứ ba của 2018–19 Belgian First Division A, Standard Liège, bước vào vòng bảng thay vì vòng loại thứ ba, đội thắng play-off Europa League, Antwerp, bước vào vòng loại thứ ba thay vì vòng loại thứ hai, và suất dự vòng loại thứ hai được trao cho đội đứng thứ năm của giải đấu, Gent.[14]
3. ^ Bosnia và Herzegovina (BIH): Željezničar đủ điều kiện tham dự vòng loại Europa League đầu tiên với tư cách là đội xếp thứ tư của 2018–19 Premier League of Bosnia and Herzegovina, nhưng không xin được giấy phép UEFA.[15] Kết quả là, suất tham dự đã được trao cho đội đứng thứ năm của giải đấu, Radnik Bijeljina.
4. ^ Ý (ITA): Milan đủ điều kiện cho vòng bảng Europa League là vị trí thứ năm của 2018–19 Serie A, nhưng bị cáo buộc vi phạm các quy tắc của Fair Fair Play và bị loại khỏi giải đấu ở châu Âu năm 2019.[16] Đội đứng thứ sáu ở 2018–19 Serie A, Roma, bước vào vòng bảng thay vì vòng loại thứ hai, và suất dự vòng loại thứ hai được trao cho đội đứng thứ bảy của giải đấu, Torino.
5. ^ Lithuania (LTU): Stumbras đủ điều kiện tham dự vòng loại Europa League đầu tiên với tư cách là đội xếp thứ tư của 2018 A Lyga, nhưng đã bị tước giấy phép UEFA.[17] Kết quả là, suất tham dự đã được trao cho đội đứng thứ năm của giải đấu, Kauno Žalgiris.[18]
6. ^ Bắc Macedonia (MKD): Vardar đủ điều kiện tham dự vòng loại Europa League đầu tiên với tư cách là á quân của 2018–19 Macedonian First Football League, nhưng không xin được giấy phép UEFA.[19] Kết quả là, suất tham dự đã được trao cho đội đứng thứ năm của giải đấu, Makedonija GP.
7. ^ Cộng hoà Ireland (IRL): Waterford đủ điều kiện tham dự vòng loại Europa League đầu tiên với tư cách là đội đứng thứ tư của 2018 League of Ireland Premier Division, nhưng đã bị UEFA từ chối vì đã không thông qua "quy tắc ba năm" khi câu lạc bộ đã được cải tổ vào năm 2016.[20] Kết quả là, suất tham dự đã được trao cho đội đứng thứ năm của giải đấu, St Patrick's Athletic.
8. ^ Champions League (UCL Q1): Sarajevo đã được rút ra để rời khỏi vòng loại thứ ba, vì một đội thua ít hơn từ vòng loại thứ nhất Champions League đã được chuyển đến vòng loại thứ hai Europa League (Nhóm các đội vô địch giải quốc nội), do một suất tại vòng bảng Champions League bị bỏ trống bởi đương kim vô địch Champions League.

## Lịch thi đấu và bốc thăm
Lịch thi đấu của giải đấu như sau (tất cả các lễ bốc thăm đều được tổ chức tại trụ sở UEFA ở Nyon, Thụy Sĩ, trừ khi có thông báo khác). Các trận đấu cũng có thể được diễn ra vào Thứ Ba và Thứ Tư thay vì Thứ Năm như bình thường do mâu thuẫn lịch thi đấu.
Giải đấu đã bị hoãn vào ngày 17 tháng 3 năm 2020 do đại dịch COVID-19 ở châu Âu. Một nhóm làm việc được thành lập để quyết định lịch của phần còn lại của mùa giải. UEFA đã công bố lịch sửa đổi cho vòng tứ kết, bán kết và chung kết của giải đấu, sẽ được diễn ra theo thể thức một trận duy nhất.
| Giai đoạn               | Vòng               | Ngày bốc thăm                | Lượt đi                                                    | Lượt về                                                    |
| ----------------------- | ------------------ | ---------------------------- | ---------------------------------------------------------- | ---------------------------------------------------------- |
| Vòng loại               | Vòng sơ loại       | 11 tháng 6 năm 2019          | 27 tháng 6 năm 2019                                        | 4 tháng 7 năm 2019                                         |
| Vòng loại               | Vòng loại thứ nhất | 18 tháng 6 năm 2019          | 11 tháng 7 năm 2019                                        | 18 tháng 7 năm 2019                                        |
| Vòng loại               | Vòng loại thứ hai  | 19 tháng 6 năm 2019          | 25 tháng 7 năm 2019                                        | 1 tháng 8 năm 2019                                         |
| Vòng loại               | Vòng loại thứ ba   | 22 tháng 7 năm 2019          | 8 tháng 8 năm 2019                                         | 15 tháng 8 năm 2019                                        |
| Play-off                | Vòng play-off      | 5 tháng 8 năm 2019           | 22 tháng 8 năm 2019                                        | 29 tháng 8 năm 2019                                        |
| Vòng bảng               | Lượt trận thứ nhất | 30 tháng 8 năm 2019 (Monaco) | 19 tháng 9 năm 2019                                        | 19 tháng 9 năm 2019                                        |
| Vòng bảng               | Lượt trận thứ hai  | 30 tháng 8 năm 2019 (Monaco) | 3 tháng 10 năm 2019                                        | 3 tháng 10 năm 2019                                        |
| Vòng bảng               | Lượt trận thứ ba   | 30 tháng 8 năm 2019 (Monaco) | 24 tháng 10 năm 2019                                       | 24 tháng 10 năm 2019                                       |
| Vòng bảng               | Lượt trận thứ tư   | 30 tháng 8 năm 2019 (Monaco) | 7 tháng 11 năm 2019                                        | 7 tháng 11 năm 2019                                        |
| Vòng bảng               | Lượt trận thứ năm  | 30 tháng 8 năm 2019 (Monaco) | 28 tháng 11 năm 2019                                       | 28 tháng 11 năm 2019                                       |
| Vòng bảng               | Lượt trận thứ sáu  | 30 tháng 8 năm 2019 (Monaco) | 12 tháng 12 năm 2019                                       | 12 tháng 12 năm 2019                                       |
| Vòng đấu loại trực tiếp | Vòng 32 đội        | 16 tháng 12 năm 2019         | 20 tháng 2 năm 2020                                        | 27 tháng 2 năm 2020                                        |
| Vòng đấu loại trực tiếp | Vòng 16 đội        | 28 tháng 2 năm 2020          | 12 tháng 3 năm 2020                                        | 5–6 tháng 8 năm 2020                                       |
| Vòng đấu loại trực tiếp | Tứ kết             | 10 tháng 7 năm 2020          | 10–11 tháng 8 năm 2020                                     | 10–11 tháng 8 năm 2020                                     |
| Vòng đấu loại trực tiếp | Bán kết            | 10 tháng 7 năm 2020          | 16–17 tháng 8 năm 2020                                     | 16–17 tháng 8 năm 2020                                     |
| Vòng đấu loại trực tiếp | Chung kết          | 10 tháng 7 năm 2020          | 21 tháng 8 năm 2020 tại Sân vận động RheinEnergie, Cologne | 21 tháng 8 năm 2020 tại Sân vận động RheinEnergie, Cologne |

1. ↑  2 cặp đấu vòng 16 đội chưa thi đấu lượt đi được diễn ra vào ngày 5–6 tháng 8 năm 2020.
2. ↑  Lượt về vòng 16 đội ban đầu dự kiến vào ngày 19 tháng 3 năm 2020
3. ↑  Lễ bốc thăm vòng tứ kết, vòng bán kết và chung kết ban đầu dự kiến vào ngày 20 tháng 3 năm 2020
4. ↑  Lượt đi vòng tứ kết ban đầu dự kiến vào ngày 9 tháng 4, và lượt về vào ngày 16 tháng 4 năm 2020
5. ↑  Lượt đi vòng bán kết ban đầu dự kiến vào ngày 30 tháng 4, và lượt về vào ngày 7 tháng 5 năm 2020
6. ↑  Trận chung kết ban đầu dự kiến vào ngày 27 tháng 5 năm 2020

## Tác động của đại dịch COVID-19
Do tốc độ truyền nhiễm COVID-19 khác nhau giữa các quốc gia châu Âu trong thời gian diễn ra các cặp đấu lượt đi vòng 16 đội, các trận đấu khác nhau bị ảnh hưởng theo những cách khác nhau. Vì mức độ nghiêm trọng của đại dịch COVID-19 ở Ý tại thời điểm đó, các trận đấu bao gồm Inter Milan và A.S. Roma bị hoãn, trong khi các trận đấu được tổ chức ở Hy Lạp, Đức và Áo diễn ra nhưng đằng sau những cánh cửa đóng. Các trận đấu được tổ chức ở Thổ Nhĩ Kỳ và Scotland được diễn ra như bình thường. Vào ngày 15 tháng 3, UEFA thông báo rằng không có cặp đấu lượt về vòng 16 đội nào được diễn ra vào tuần tiếp theo và hoãn chúng vô thời hạn, với một nhóm làm việc được thành lập để xếp lịch lại phần còn lại của mùa giải. Vào ngày 23 tháng 3, thông báo được đưa ra rằng Sân vận động Energa Gdańsk ở Gdańsk, Ba Lan sẽ không còn tổ chức trận chung kết giải đấu, ban đầu dự kiến vào ngày 27 tháng 5, nhưng thay vào đó sẽ tổ chức trận chung kết năm 2021.
Vào ngày 17 tháng 6, thông báo được đưa ra rằng Europa League sẽ trở lại vào ngày 5 tháng 8 và kết thúc vào ngày 21 tháng 8, với giải đấu dành cho 8 đội cuối cùng được tổ chức khắp 4 sân vận động ở Đức. Phần còn lại của giải đấu sẽ được diễn ra theo kiểu giải đấu mini với các trận đấu còn lại được diễn ra theo thể thức đấu một trận duy nhất ngoại trừ các cặp đấu vòng 16 đội mà lượt đi đã được diễn ra. Tất cả các cặp đấu còn lại của giải đấu được diễn ra đằng sau những cánh cửa đóng do đại dịch COVID-19 ở châu Âu vẫn còn diễn ra.

### Địa điểm vòng chung kết
| Cologne | Duisburg                |
| --- | ----------------------- |
| Sân vận động RheinEnergie (Địa điểm trận chung kết)                                                                                                 | Sân vận động MSV        |
| Sức chứa: 49.698 | Sức chứa: 31.514        |
| |                         |
| Sân vận động RheinEnergieSân vận động MSVSân vận động Merkur SpielSân vận động AufSchalke Vị trí của các sân vận động ở North Rhine-Westphalia, Đức |                         |
| Düsseldorf | Gelsenkirchen           |
| Sân vận động Merkur Spiel | Sân vận động AufSchalke |
| Sức chứa: 54.600 | Sức chứa: 62.271        |
| |                         |

## Vòng sơ loại
Ở vòng sơ loại, các đội được chia làm nhóm hạt giống và nhóm không hạt giống, dựa trên Hệ số câu lạc bộ UEFA năm 2019, và được xếp cặp để thi đấu theo thể thức hai lượt đi và về. Các đội cùng hiệp hội không được bốc thăm để đối đầu với nhau.

Lễ bốc thăm vòng sơ loại được tổ chức vào ngày 11 tháng 6 năm 2019, lúc 13:00 CEST.
Lượt đi được diễn ra vào ngày 27 tháng 6, lượt về được diễn ra vào ngày 2 và 4 tháng 7 năm 2019.
| Đội 1              | TTS     | Đội 2                           | Lượt đi | Lượt về |
| ------------------ | ------- | ------------------------------- | ------- | ------- |
| Progrès Niederkorn | 2–2 (a) | Cardiff Metropolitan University | 1–0     | 1–2     |
| La Fiorita         | 1–3     | Engordany                       | 0–1     | 1–2     |
| Sant Julià         | 3–6     | Europa                          | 3–2     | 0–4     |
| Ballymena United   | 2–0     | NSÍ Runavík                     | 2–0     | 0–0     |
| Prishtina          | 1–3     | St Joseph's                     | 1–1     | 0–2     |
| KÍ Klaksvík        | 9–1     | Tre Fiori                       | 5–1     | 4–0     |
| Barry Town United  | 0–4     | Cliftonville                    | 0–0     | 0–4     |

Ghi chú
1. ↑  Thứ tự lượt đấu được đảo ngược sau lễ bốc thăm chính thức.

## Vòng loại
Ở vòng loại và vòng play-off, các đội được chia ra làm nhóm hạt giống và nhóm không hạt giống dựa trên hệ số câu lạc bộ UEFA năm 2019, và dược xếp cặp để thi đấu theo thể thức hai lượt đi và về. Các đội từ cùng hiệp hội không được bốc thăm để đối đầu với nhau.

### Vòng loại thứ nhất
Lễ bốc thăm vòng loại thứ nhất được tổ chức vào ngày 18 tháng 6 năm 2019, lúc 15:30 CEST.
Lượt đi được diễn ra vào ngày 9, 10 và 11 tháng 7, và lượt về được diễn ra vào ngày 16, 17 và 18 tháng 7 năm 2019.
| Đội 1                 | TTS         | Đội 2                 | Lượt đi | Lượt về      |
| --------------------- | ----------- | --------------------- | ------- | ------------ |
| Malmö FF              | 11–0        | Ballymena United      | 7–0     | 4–0          |
| Connah's Quay Nomads  | 3–2         | Kilmarnock            | 1–2     | 2–0          |
| KuPS                  | 3–1         | Vitebsk               | 2–0     | 1–1          |
| Breiðablik            | 1–2         | Vaduz                 | 0–0     | 1–2          |
| Brann                 | 3–4         | Shamrock Rovers       | 2–2     | 1–2          |
| Ordabasy              | 3–0         | Torpedo Kutaisi       | 1–0     | 2–0          |
| Europa                | 0–3         | Legia Warsaw          | 0–0     | 0–3          |
| CSKA Sofia            | 4–0         | Titograd              | 4–0     | 0–0          |
| Gżira United          | 3–3 (a)     | Hajduk Split          | 0–2     | 3–1          |
| Flora                 | 4–2         | Radnički Niš          | 2–0     | 2–2          |
| Maccabi Haifa         | 5–2         | Mura                  | 2–0     | 3–2          |
| Debrecen              | 4–1         | Kukësi                | 3–0     | 1–1          |
| Čukarički             | 8–0         | Banants               | 3–0     | 5–0          |
| Jeunesse Esch         | 1–1 (a)     | Tobol                 | 0–0     | 1–1          |
| FCSB                  | 4–1         | Milsami Orhei         | 2–0     | 2–1          |
| Crusaders             | 5–2         | B36 Tórshavn          | 2–0     | 3–2          |
| Brøndby               | 4–3         | Inter Turku           | 4–1     | 0–2          |
| Molde                 | 7–1         | KR                    | 7–1     | 0–0          |
| St Joseph's           | 0–10        | Rangers               | 0–4     | 0–6          |
| Cork City             | 2–3         | Progrès Niederkorn    | 0–2     | 2–1          |
| Ružomberok            | 0–4         | Levski Sofia          | 0–2     | 0–2          |
| Akademija Pandev      | 0–6         | Zrinjski Mostar       | 0–3     | 0–3          |
| Speranța Nisporeni    | 0–9         | Neftçi Baku           | 0–3     | 0–6          |
| Zeta                  | 1–5         | Fehérvár              | 1–5     | 0–0          |
| Shakhtyor Soligorsk   | 2–0         | Hibernians            | 1–0     | 1–0          |
| Olimpija Ljubljana    | 4–3         | RFS                   | 2–3     | 2–0          |
| Honvéd                | 4–2         | Žalgiris              | 3–1     | 1–1          |
| Alashkert             | 6–1         | Makedonija GP         | 3–1     | 3–0          |
| Radnik Bijeljina      | 2–2 (2–3 p) | Spartak Trnava        | 2–0     | 0–2 (s.h.p.) |
| Fola Esch             | 2–4         | Chikhura Sachkhere    | 1–2     | 1–2          |
| Dinamo Tbilisi        | 7–0         | Engordany             | 6–0     | 1–0          |
| Široki Brijeg         | 2–4         | Kairat                | 1–2     | 1–2          |
| DAC Dunajská Streda   | 3–3 (a)     | Cracovia              | 1–1     | 2–2 (s.h.p.) |
| Kauno Žalgiris        | 0–6         | Apollon Limassol      | 0–2     | 0–4          |
| Ventspils             | 3–1         | Teuta                 | 3–0     | 0–1          |
| Stjarnan              | 4–4 (a)     | FCI Levadia           | 2–1     | 2–3 (s.h.p.) |
| Cliftonville          | 1–6         | Haugesund             | 0–1     | 1–5          |
| Riteriai              | 1–1 (a)     | KÍ Klaksvík           | 1–1     | 0–0          |
| Liepāja               | 3–2         | Dinamo Minsk          | 1–1     | 2–1          |
| St Patrick's Athletic | 1–4         | IFK Norrköping        | 0–2     | 1–2          |
| Aberdeen              | 4–2         | RoPS                  | 2–1     | 2–1          |
| Balzan                | 3–5         | Domžale               | 3–4     | 0–1          |
| Laçi                  | 1–2         | Hapoel Be'er Sheva    | 1–1     | 0–1          |
| Narva Trans           | 1–6         | Budućnost Podgorica   | 0–2     | 1–4          |
| Sabail                | 4–6         | Universitatea Craiova | 2–3     | 2–3          |
| Pyunik                | 5–4         | Shkupi                | 3–3     | 2–1          |
| AEK Larnaca           | 2–0         | Petrocub Hîncești     | 1–0     | 1–0          |

Ghi chú
1. 1 2 3 4 5 6 7 8 9 10  Thứ tự lượt đấu được đảo ngược sau lễ bốc thăm chính thức.

### Vòng loại thứ hai
Vòng loại thứ hai được tách ra làm hai nhóm riêng biệt: Nhóm các đội vô địch giải quốc nội (dành cho các đội vô địch giải vô địch quốc gia) và Nhóm chính (dành cho các đội vô địch cúp quốc gia và các đội không vô địch giải vô địch quốc gia).

Lễ bốc thăm vòng loại thứ hai được tổ chức vào ngày 19 tháng 6 năm 2019, lúc 12:20 (Nhóm các đội vô địch giải quốc nội) và 14:00 (Nhóm chính) CEST.
Lượt đi được diễn ra vào ngày 23, 24 và 25 tháng 7, và lượt về được diễn ra vào ngày 30, 31 tháng 7 và ngày 1 tháng 8 năm 2019.
| Đội 1             | TTS     | Đội 2              | Lượt đi | Lượt về |
| ----------------- | ------- | ------------------ | ------- | ------- |
| Sarajevo          | Bye     | N/A                | N/A     | N/A     |
| Tre Penne         | 0–10    | Sūduva             | 0–5     | 0–5     |
| Piast Gliwice     | 4–4 (a) | Riga               | 3–2     | 1–2     |
| Partizani         | 1–2     | Sheriff Tiraspol   | 0–1     | 1–1     |
| Ararat-Armenia    | 4–1     | Lincoln Red Imps   | 2–0     | 2–1     |
| Valur             | 1–5     | Ludogorets Razgrad | 1–1     | 0–4     |
| Slovan Bratislava | 4–1     | Feronikeli         | 2–1     | 2–0     |
| FC Santa Coloma   | 1–4     | Astana             | 0–0     | 1–4     |
| HB Tórshavn       | 2–3     | Linfield           | 2–2     | 0–1     |
| Shkëndija         | 2–3     | F91 Dudelange      | 1–2     | 1–1     |

| Đội 1                   | TTS         | Đội 2                 | Lượt đi | Lượt về      |
| ----------------------- | ----------- | --------------------- | ------- | ------------ |
| IFK Norrköping          | 3–0         | Liepāja               | 2–0     | 1–0          |
| Hapoel Be'er Sheva      | 3–1         | Kairat                | 2–0     | 1–1          |
| Arsenal Tula            | 0–4         | Neftçi Baku           | 0–1     | 0–3          |
| Espanyol                | 7–1         | Stjarnan              | 4–0     | 3–1          |
| DAC Dunajská Streda     | 3–5         | Atromitos             | 1–2     | 2–3          |
| Haugesund               | 3–2         | Sturm Graz            | 2–0     | 1–2          |
| AEK Larnaca             | 7–0         | Levski Sofia          | 3–0     | 4–0          |
| Legia Warsaw            | 1–0         | KuPS                  | 1–0     | 0–0          |
| FC Utrecht              | 2–3         | Zrinjski Mostar       | 1–1     | 1–2 (s.h.p.) |
| Pyunik                  | 2–1         | Jablonec              | 2–1     | 0–0          |
| Lechia Gdańsk           | 3–5         | Brøndby               | 2–1     | 1–4 (s.h.p.) |
| Fehérvár                | 1–2         | Vaduz                 | 1–0     | 0–2 (s.h.p.) |
| Gabala                  | 0–5         | Dinamo Tbilisi        | 0–2     | 0–3          |
| Yeni Malatyaspor        | 3–2         | Olimpija Ljubljana    | 2–2     | 1–0          |
| Flora                   | 2–4         | Eintracht Frankfurt   | 1–2     | 1–2          |
| Domžale                 | 4–5         | Malmö FF              | 2–2     | 2–3          |
| Molde                   | 3–1         | Čukarički             | 0–0     | 3–1          |
| Chikhura Sachkhere      | 1–6         | Aberdeen              | 1–1     | 0–5          |
| KAA Gent                | 7–5         | Viitorul Constanța    | 6–3     | 1–2          |
| Budućnost Podgorica     | 1–4         | Zorya Luhansk         | 1–3     | 0–1          |
| CSKA Sofia              | 1–1 (4–3 p) | Osijek                | 1–0     | 0–1 (s.h.p.) |
| Torino                  | 7–1         | Debrecen              | 3–0     | 4–1          |
| Luzern                  | 2–0         | KÍ Klaksvík           | 1–0     | 1–0          |
| Rangers                 | 2–0         | Progrès Niederkorn    | 2–0     | 0–0          |
| Ventspils               | 6–2         | Gżira United          | 4–0     | 2–2          |
| Strasbourg              | 4–3         | Maccabi Haifa         | 3–1     | 1–2          |
| Mladá Boleslav          | 4–3         | Ordabasy              | 1–1     | 3–2          |
| Shamrock Rovers         | 3–4         | Apollon Limassol      | 2–1     | 1–3 (s.h.p.) |
| AZ                      | 3–0         | BK Häcken             | 0–0     | 3–0          |
| Alashkert               | 3–5         | FCSB                  | 0–3     | 3–2          |
| Lokomotiv Plovdiv       | 3–3 (a)     | Spartak Trnava        | 2–0     | 1–3          |
| Wolverhampton Wanderers | 6–1         | Crusaders             | 2–0     | 4–1          |
| Aris                    | 1–0         | AEL Limassol          | 0–0     | 1–0          |
| Jeunesse Esch           | 0–5         | Vitória de Guimarães  | 0–1     | 0–4          |
| Honvéd                  | 0–0 (1–3 p) | Universitatea Craiova | 0–0     | 0–0 (s.h.p.) |
| Shakhtyor Soligorsk     | 2–0         | Esbjerg               | 2–0     | 0–0          |
| Connah's Quay Nomads    | 0–4         | Partizan              | 0–1     | 0–3          |

Ghi chú
1. ↑  Đội nhận suất vào thẳng vòng loại thứ ba
2. ↑  Thứ tự lượt đấu được đảo ngược sau lễ bốc thăm chính thức.

### Vòng loại thứ ba
Vòng loại thứ ba được tách ra làm hai nhóm riêng biệt: Nhóm các đội vô địch giải quốc nội (dành cho các đội vô địch giải vô địch quốc gia) và Nhóm chính (dành cho các đội vô địch cúp quốc gia và các đội không vô địch giải vô địch quốc gia).

Lễ bốc thăm vòng loại thứ ba được tổ chức vào ngày 22 tháng 7 năm 2019, lúc 12:25 (Nhóm các đội vô địch giải quốc nội) và 14:00 (Nhóm chính) CEST.
Lượt đi được diễn ra vào ngày 6, 7 và 8 tháng 8, và lượt về được diễn ra vào ngày 13, 14 và 15 tháng 8 năm 2019.
| Đội 1              | TTS     | Đội 2             | Lượt đi | Lượt về |
| ------------------ | ------- | ----------------- | ------- | ------- |
| Sutjeska Nikšić    | 3–5     | Linfield          | 1–2     | 2–3     |
| Maccabi Tel Aviv   | 2–4     | Sūduva            | 1–2     | 1–2     |
| Ararat-Armenia     | 3–2     | Saburtalo Tbilisi | 1–2     | 2–0     |
| Riga               | 3–3 (a) | HJK               | 1–1     | 2–2     |
| Ludogorets Razgrad | 9–0     | The New Saints    | 5–0     | 4–0     |
| Sarajevo           | 1–2     | BATE Borisov      | 1–2     | 0–0     |
| F91 Dudelange      | 4–1     | Nõmme Kalju       | 3–1     | 1–0     |
| Astana             | 9–1     | Valletta          | 5–1     | 4–0     |
| Sheriff Tiraspol   | 2–3     | AIK               | 1–2     | 1–1     |
| Slovan Bratislava  | 4–1     | Dundalk           | 1–0     | 3–1     |

| Đội 1                 | TTS     | Đội 2                   | Lượt đi | Lượt về      |
| --------------------- | ------- | ----------------------- | ------- | ------------ |
| IFK Norrköping        | 2–4     | Hapoel Be'er Sheva      | 1–1     | 1–3          |
| Torino                | 6–1     | Shakhtyor Soligorsk     | 5–0     | 1–1          |
| Antwerp               | 2–2 (a) | Viktoria Plzeň          | 1–0     | 1–2 (s.h.p.) |
| Austria Wien          | 2–5     | Apollon Limassol        | 1–2     | 1–3          |
| Feyenoord             | 5–1     | Dinamo Tbilisi          | 4–0     | 1–1          |
| Brøndby               | 3–7     | Braga                   | 2–4     | 1–3          |
| Molde                 | 4–3     | Aris                    | 3–0     | 1–3 (s.h.p.) |
| Lokomotiv Plovdiv     | 0–2     | Strasbourg              | 0–1     | 0–1          |
| Thun                  | 3–5     | Spartak Moscow          | 2–3     | 1–2          |
| FCSB                  | 1–0     | Mladá Boleslav          | 0–0     | 1–0          |
| Pyunik                | 0–8     | Wolverhampton Wanderers | 0–4     | 0–4          |
| Midtjylland           | 3–7     | Rangers                 | 2–4     | 1–3          |
| Mariupol              | 0–4     | AZ                      | 0–0     | 0–4          |
| AEK Larnaca           | 1–4     | KAA Gent                | 1–1     | 0–3          |
| Legia Warsaw          | 2–0     | Atromitos               | 0–0     | 2–0          |
| Haugesund             | 0–1     | PSV Eindhoven           | 0–1     | 0–0          |
| Rijeka                | 4–0     | Aberdeen                | 2–0     | 2–0          |
| Ventspils             | 0–9     | Vitória de Guimarães    | 0–3     | 0–6          |
| Vaduz                 | 0–6     | Eintracht Frankfurt     | 0–5     | 0–1          |
| Partizan              | 3–2     | Yeni Malatyaspor        | 3–1     | 0–1          |
| Malmö FF              | 3–1     | Zrinjski Mostar         | 3–0     | 0–1          |
| CSKA Sofia            | 1–2     | Zorya Luhansk           | 1–1     | 0–1          |
| Neftçi Baku           | 3–4     | Bnei Yehuda             | 2–2     | 1–2          |
| Luzern                | 0–6     | Espanyol                | 0–3     | 0–3          |
| Sparta Prague         | 3–4     | Trabzonspor             | 2–2     | 1–2          |
| Universitatea Craiova | 1–3     | AEK Athens              | 0–2     | 1–1          |

## Vòng play-off
Vòng play-off được tách ra làm hai nhóm riêng biệt: Nhóm các đội vô địch giải quốc nội (dành cho các đội vô địch giải vô địch quốc gia) và Nhóm chính (dành cho các đội vô địch cúp quốc gia và các đội không vô địch giải vô địch quốc gia).

Lễ bốc thăm vòng play-off được tổ chức vào ngày 5 tháng 8 năm 2019, lúc 13:30 CEST.
Lượt đi được diễn ra vào ngày 22 tháng 8, và lượt về được diễn ra vào ngày 29 tháng 8 năm 2019.
| Đội 1              | TTS         | Đội 2         | Lượt đi | Lượt về      |
| ------------------ | ----------- | ------------- | ------- | ------------ |
| Sūduva             | 2–4         | Ferencváros   | 0–0     | 2–4          |
| Copenhagen         | 3–2         | Riga          | 3–1     | 0–1          |
| Celtic             | 6–1         | AIK           | 2–0     | 4–1          |
| Ararat-Armenia     | 3–3 (4–5 p) | F91 Dudelange | 2–1     | 1–2 (s.h.p.) |
| Ludogorets Razgrad | 2–2 (a)     | Maribor       | 0–0     | 2–2          |
| Linfield           | 4–4 (a)     | Qarabağ       | 3–2     | 1–2          |
| Slovan Bratislava  | 3–3 (a)     | PAOK          | 1–0     | 2–3          |
| Astana             | 3–2         | BATE Borisov  | 3–0     | 0–2          |

| Đội 1         | TTS     | Đội 2                   | Lượt đi | Lượt về      |
| ------------- | ------- | ----------------------- | ------- | ------------ |
| Torino        | 3–5     | Wolverhampton Wanderers | 2–3     | 1–2          |
| Legia Warsaw  | 0–1     | Rangers                 | 0–0     | 0–1          |
| FCSB          | 0–1     | Vitória de Guimarães    | 0–0     | 0–1          |
| PSV Eindhoven | 7–0     | Apollon Limassol        | 3–0     | 4–0          |
| AEK Athens    | 3–3 (a) | Trabzonspor             | 1–3     | 2–0          |
| Feyenoord     | 6–0     | Hapoel Be'er Sheva      | 3–0     | 3–0          |
| KAA Gent      | 3–2     | Rijeka                  | 2–1     | 1–1          |
| Espanyol      | 5–3     | Zorya Luhansk           | 3–1     | 2–2          |
| Partizan      | 3–2     | Molde                   | 2–1     | 1–1          |
| Braga         | 3–1     | Spartak Moscow          | 1–0     | 2–1          |
| Malmö FF      | 4–0     | Bnei Yehuda             | 3–0     | 1–0          |
| Strasbourg    | 1–3     | Eintracht Frankfurt     | 1–0     | 0–3          |
| AZ            | 5–2     | Antwerp                 | 1–1     | 4–1 (s.h.p.) |

## Vòng bảng
Lễ bốc thăm vòng bảng được tổ chức vào ngày 30 tháng 8 năm 2019, lúc 13:00 CEST, tại Grimaldi Forum ở Monaco. 48 đội được phân thành 12 bảng 4 đội, với hạn chế là các đội từ cùng hiệp hội không được nằm cùng bảng để đối đầu với nhau. Đối với lễ bốc thăm, các đội được xếp vào bốn nhóm hạt giống dựa trên hệ số câu lạc bộ UEFA năm 2019 của họ.
Ở mỗi bảng, các đội đối đầu với nhau theo thể thức vòng tròn 2 lượt đi và về. Đội nhất và nhì bảng đi tiếp vào vòng 32 đội, nơi họ được góp mặt cùng với 8 đội đứng thứ ba của vòng bảng UEFA Champions League 2019-20. Các lượt trận được diễn ra vào các ngày 19 tháng 9, 3 tháng 10, 24 tháng 10, 7 tháng 11, 28 tháng 11, và 12 tháng 12 năm 2019.
Tổng cộng có 26 hiệp hội quốc gia được đại diện ở vòng bảng. Espanyol, Ferencváros, LASK, Oleksandriya, Wolfsberger AC và Wolverhampton Wanderers có lần đầu tiên xuất hiện ở vòng bảng (mặc dù Espanyol và Ferencváros đã từng xuất hiện ở vòng bảng Cúp UEFA).
| Tiêu chí xếp hạng |
| --- |
| Các đội được xếp hạng theo điểm số (3 điểm cho một trận thắng, 1 điểm cho một trận hòa, 0 điểm cho một trận thua), và nếu bằng điểm, tiêu chí xếp hạng sau đây được áp dụng, theo thứ tự được thể hiện, để xác định thứ hạng (Quy định Điều 16.01): 1. Số điểm trong các trận đấu đối đầu giữa các đội bằng điểm; 2. Hiệu số bàn thắng thua trong các trận đấu đối đầu giữa các đội bằng điểm; 3. Số bàn thắng ghi được trong các trận đấu đối đầu giữa các đội bằng điểm; 4. Số bàn thắng sân khách ghi được trong các trận đấu đối đầu giữa các đội bằng điểm; 5. Nếu có nhiều hơn 2 đội bằng điểm, và sau khi áp dụng tất cả tiêu chí đối đầu trên, một nhóm đội vẫn bằng nhau, tất cả tiêu chí đối đầu trên được áp dụng lại dành riêng cho nhóm đội này; 6. Hiệu số bàn thắng thua trong tất cả các trận đấu vòng bảng; 7. Số bàn thắng ghi được trong tất cả các trận đấu vòng bảng; 8. Số bàn thắng sân khách ghi được trong tất cả các trận đấu vòng bảng; 9. Số trận thắng trong tất cả các trận đấu vòng bảng; 10. Số trận thắng sân khách trong tất cả các trận đấu vòng bảng; 11. Điểm kỷ luật (thẻ đỏ = 3 điểm, thẻ vàng = 1 điểm, bị truất quyền thi đấu do phải nhận hai thẻ vàng trong một trận đấu = 3 điểm); 12. Hệ số câu lạc bộ UEFA. |

### Bảng A
| VT | Đội           | ST | T | H | B | BT | BB | HS  | Đ  | Giành quyền tham dự                 |     | SEV | APO | QRB | DUD |
| -- | ------------- | -- | - | - | - | -- | -- | --- | -- | ----------------------------------- | --- | --- | --- | --- | --- |
| 1  | Sevilla       | 6  | 5 | 0 | 1 | 14 | 3  | +11 | 15 | Đi tiếp vào vòng đấu loại trực tiếp |     | —   | 1–0 | 2–0 | 3–0 |
| 2  | APOEL         | 6  | 3 | 1 | 2 | 10 | 8  | +2  | 10 | Đi tiếp vào vòng đấu loại trực tiếp |     | 1–0 | —   | 2–1 | 3–4 |
| 3  | Qarabağ       | 6  | 1 | 2 | 3 | 8  | 11 | −3  | 5  |                                     |     | 0–3 | 2–2 | —   | 1–1 |
| 4  | F91 Dudelange | 6  | 1 | 1 | 4 | 8  | 18 | −10 | 4  |                                     | 2–5 | 0–2 | 1–4 | —   |     |

### Bảng B
| VT | Đội         | ST | T | H | B | BT | BB | HS | Đ  | Giành quyền tham dự                 |     | MAL | CPH | DKV | LUG |
| -- | ----------- | -- | - | - | - | -- | -- | -- | -- | ----------------------------------- | --- | --- | --- | --- | --- |
| 1  | Malmö FF    | 6  | 3 | 2 | 1 | 8  | 6  | +2 | 11 | Đi tiếp vào vòng đấu loại trực tiếp |     | —   | 1–1 | 4–3 | 2–1 |
| 2  | Copenhagen  | 6  | 2 | 3 | 1 | 5  | 4  | +1 | 9  | Đi tiếp vào vòng đấu loại trực tiếp |     | 0–1 | —   | 1–1 | 1–0 |
| 3  | Dynamo Kyiv | 6  | 1 | 4 | 1 | 7  | 7  | 0  | 7  |                                     |     | 1–0 | 1–1 | —   | 1–1 |
| 4  | Lugano      | 6  | 0 | 3 | 3 | 2  | 5  | −3 | 3  |                                     | 0–0 | 0–1 | 0–0 | —   |     |

### Bảng C
| VT | Đội         | ST | T | H | B | BT | BB | HS | Đ  | Giành quyền tham dự                 |     | BSL | GET | KRA | TRA |
| -- | ----------- | -- | - | - | - | -- | -- | -- | -- | ----------------------------------- | --- | --- | --- | --- | --- |
| 1  | Basel       | 6  | 4 | 1 | 1 | 12 | 4  | +8 | 13 | Đi tiếp vào vòng đấu loại trực tiếp |     | —   | 2–1 | 5–0 | 2–0 |
| 2  | Getafe      | 6  | 4 | 0 | 2 | 8  | 4  | +4 | 12 | Đi tiếp vào vòng đấu loại trực tiếp |     | 0–1 | —   | 3–0 | 1–0 |
| 3  | Krasnodar   | 6  | 3 | 0 | 3 | 7  | 11 | −4 | 9  |                                     |     | 1–0 | 1–2 | —   | 3–1 |
| 4  | Trabzonspor | 6  | 0 | 1 | 5 | 3  | 11 | −8 | 1  |                                     | 2–2 | 0–1 | 0–2 | —   |     |

### Bảng D
| VT | Đội           | ST | T | H | B | BT | BB | HS | Đ  | Giành quyền tham dự                 |     | LASK | SPO | PSV | ROS |
| -- | ------------- | -- | - | - | - | -- | -- | -- | -- | ----------------------------------- | --- | ---- | --- | --- | --- |
| 1  | LASK          | 6  | 4 | 1 | 1 | 11 | 4  | +7 | 13 | Đi tiếp vào vòng đấu loại trực tiếp |     | —    | 3–0 | 4–1 | 1–0 |
| 2  | Sporting CP   | 6  | 4 | 0 | 2 | 11 | 7  | +4 | 12 | Đi tiếp vào vòng đấu loại trực tiếp |     | 2–1  | —   | 4–0 | 1–0 |
| 3  | PSV Eindhoven | 6  | 2 | 2 | 2 | 9  | 12 | −3 | 8  |                                     |     | 0–0  | 3–2 | —   | 1–1 |
| 4  | Rosenborg     | 6  | 0 | 1 | 5 | 3  | 11 | −8 | 1  |                                     | 1–2 | 0–2  | 1–4 | —   |     |

### Bảng E
| VT | Đội      | ST | T | H | B | BT | BB | HS | Đ  | Giành quyền tham dự                 |     | CEL | CFR | LAZ | REN |
| -- | -------- | -- | - | - | - | -- | -- | -- | -- | ----------------------------------- | --- | --- | --- | --- | --- |
| 1  | Celtic   | 6  | 4 | 1 | 1 | 10 | 6  | +4 | 13 | Đi tiếp vào vòng đấu loại trực tiếp |     | —   | 2–0 | 2–1 | 3–1 |
| 2  | CFR Cluj | 6  | 4 | 0 | 2 | 6  | 4  | +2 | 12 | Đi tiếp vào vòng đấu loại trực tiếp |     | 2–0 | —   | 2–1 | 1–0 |
| 3  | Lazio    | 6  | 2 | 0 | 4 | 6  | 9  | −3 | 6  |                                     |     | 1–2 | 1–0 | —   | 2–1 |
| 4  | Rennes   | 6  | 1 | 1 | 4 | 5  | 8  | −3 | 4  |                                     | 1–1 | 0–1 | 2–0 | —   |     |

### Bảng F
| VT | Đội                  | ST | T | H | B | BT | BB | HS | Đ  | Giành quyền tham dự                 |     | ARS | FRA | STL | VSC |
| -- | -------------------- | -- | - | - | - | -- | -- | -- | -- | ----------------------------------- | --- | --- | --- | --- | --- |
| 1  | Arsenal              | 6  | 3 | 2 | 1 | 14 | 7  | +7 | 11 | Đi tiếp vào vòng đấu loại trực tiếp |     | —   | 1–2 | 4–0 | 3–2 |
| 2  | Eintracht Frankfurt  | 6  | 3 | 0 | 3 | 8  | 10 | −2 | 9  | Đi tiếp vào vòng đấu loại trực tiếp |     | 0–3 | —   | 2–1 | 2–3 |
| 3  | Standard Liège       | 6  | 2 | 2 | 2 | 8  | 10 | −2 | 8  |                                     |     | 2–2 | 2–1 | —   | 2–0 |
| 4  | Vitória de Guimarães | 6  | 1 | 2 | 3 | 7  | 10 | −3 | 5  |                                     | 1–1 | 0–1 | 1–1 | —   |     |

### Bảng G
| VT | Đội        | ST | T | H | B | BT | BB | HS | Đ  | Giành quyền tham dự                 |     | POR | RAN | YB  | FEY |
| -- | ---------- | -- | - | - | - | -- | -- | -- | -- | ----------------------------------- | --- | --- | --- | --- | --- |
| 1  | Porto      | 6  | 3 | 1 | 2 | 8  | 9  | −1 | 10 | Đi tiếp vào vòng đấu loại trực tiếp |     | —   | 1–1 | 2–1 | 3–2 |
| 2  | Rangers    | 6  | 2 | 3 | 1 | 8  | 6  | +2 | 9  | Đi tiếp vào vòng đấu loại trực tiếp |     | 2–0 | —   | 1–1 | 1–0 |
| 3  | Young Boys | 6  | 2 | 2 | 2 | 8  | 7  | +1 | 8  |                                     |     | 1–2 | 2–1 | —   | 2–0 |
| 4  | Feyenoord  | 6  | 1 | 2 | 3 | 7  | 9  | −2 | 5  |                                     | 2–0 | 2–2 | 1–1 | —   |     |

### Bảng H
| VT | Đội                | ST | T | H | B | BT | BB | HS | Đ  | Giành quyền tham dự                 |     | ESP | LUD | FER | CSKA |
| -- | ------------------ | -- | - | - | - | -- | -- | -- | -- | ----------------------------------- | --- | --- | --- | --- | ---- |
| 1  | Espanyol           | 6  | 3 | 2 | 1 | 12 | 4  | +8 | 11 | Đi tiếp vào vòng đấu loại trực tiếp |     | —   | 6–0 | 1–1 | 0–1  |
| 2  | Ludogorets Razgrad | 6  | 2 | 2 | 2 | 10 | 10 | 0  | 8  | Đi tiếp vào vòng đấu loại trực tiếp |     | 0–1 | —   | 1–1 | 5–1  |
| 3  | Ferencváros        | 6  | 1 | 4 | 1 | 5  | 7  | −2 | 7  |                                     |     | 2–2 | 0–3 | —   | 0–0  |
| 4  | CSKA Moscow        | 6  | 1 | 2 | 3 | 3  | 9  | −6 | 5  |                                     | 0–2 | 1–1 | 0–1 | —   |      |

### Bảng I
| VT | Đội           | ST | T | H | B | BT | BB | HS | Đ  | Giành quyền tham dự                 |     | GNT | WLF | SET | OLK |
| -- | ------------- | -- | - | - | - | -- | -- | -- | -- | ----------------------------------- | --- | --- | --- | --- | --- |
| 1  | Gent          | 6  | 3 | 3 | 0 | 11 | 7  | +4 | 12 | Đi tiếp vào vòng đấu loại trực tiếp |     | —   | 2–2 | 3–2 | 2–1 |
| 2  | VfL Wolfsburg | 6  | 3 | 2 | 1 | 9  | 7  | +2 | 11 | Đi tiếp vào vòng đấu loại trực tiếp |     | 1–3 | —   | 1–0 | 3–1 |
| 3  | Saint-Étienne | 6  | 0 | 4 | 2 | 6  | 8  | −2 | 4  |                                     |     | 0–0 | 1–1 | —   | 1–1 |
| 4  | Oleksandriya  | 6  | 0 | 3 | 3 | 6  | 10 | −4 | 3  |                                     | 1–1 | 0–1 | 2–2 | —   |     |

### Bảng J
| VT | Đội                      | ST | T | H | B | BT | BB | HS | Đ  | Giành quyền tham dự                 |     | IBS | ROM | MGB | WLB |
| -- | ------------------------ | -- | - | - | - | -- | -- | -- | -- | ----------------------------------- | --- | --- | --- | --- | --- |
| 1  | İstanbul Başakşehir      | 6  | 3 | 1 | 2 | 7  | 9  | −2 | 10 | Đi tiếp vào vòng đấu loại trực tiếp |     | —   | 0–3 | 1–1 | 1–0 |
| 2  | Roma                     | 6  | 2 | 3 | 1 | 12 | 6  | +6 | 9  | Đi tiếp vào vòng đấu loại trực tiếp |     | 4–0 | —   | 1–1 | 2–2 |
| 3  | Borussia Mönchengladbach | 6  | 2 | 2 | 2 | 6  | 9  | −3 | 8  |                                     |     | 1–2 | 2–1 | —   | 0–4 |
| 4  | Wolfsberg                | 6  | 1 | 2 | 3 | 7  | 8  | −1 | 5  |                                     | 0–3 | 1–1 | 0–1 | —   |     |

### Bảng K
| VT | Đội                     | ST | T | H | B | BT | BB | HS | Đ  | Giành quyền tham dự                 |     | BRA | WOL | SLO | BES |
| -- | ----------------------- | -- | - | - | - | -- | -- | -- | -- | ----------------------------------- | --- | --- | --- | --- | --- |
| 1  | Braga                   | 6  | 4 | 2 | 0 | 15 | 9  | +6 | 14 | Đi tiếp vào vòng đấu loại trực tiếp |     | —   | 3–3 | 2–2 | 3–1 |
| 2  | Wolverhampton Wanderers | 6  | 4 | 1 | 1 | 11 | 5  | +6 | 13 | Đi tiếp vào vòng đấu loại trực tiếp |     | 0–1 | —   | 1–0 | 4–0 |
| 3  | Slovan Bratislava       | 6  | 1 | 1 | 4 | 10 | 13 | −3 | 4  |                                     |     | 2–4 | 1–2 | —   | 4–2 |
| 4  | Beşiktaş                | 6  | 1 | 0 | 5 | 6  | 15 | −9 | 3  |                                     | 1–2 | 0–1 | 2–1 | —   |     |

### Bảng L
| VT | Đội               | ST | T | H | B | BT | BB | HS  | Đ  | Giành quyền tham dự                 |     | MUN | AZ  | PAR | AST |
| -- | ----------------- | -- | - | - | - | -- | -- | --- | -- | ----------------------------------- | --- | --- | --- | --- | --- |
| 1  | Manchester United | 6  | 4 | 1 | 1 | 10 | 2  | +8  | 13 | Đi tiếp vào vòng đấu loại trực tiếp |     | —   | 4–0 | 3–0 | 1–0 |
| 2  | AZ                | 6  | 2 | 3 | 1 | 15 | 8  | +7  | 9  | Đi tiếp vào vòng đấu loại trực tiếp |     | 0–0 | —   | 2–2 | 6–0 |
| 3  | Partizan          | 6  | 2 | 2 | 2 | 10 | 10 | 0   | 8  |                                     |     | 0–1 | 2–2 | —   | 4–1 |
| 4  | Astana            | 6  | 1 | 0 | 5 | 4  | 19 | −15 | 3  |                                     | 2–1 | 0–5 | 1–2 | —   |     |

## Vòng đấu loại trực tiếp
Ở vòng đấu loại trực tiếp, các đội đối đầu với nhau theo thể thức hai lượt đi và về trên sân nhà và sân khách, ngoại trừ trận chung kết đấu một trận.
Cơ chế bốc thăm cho mỗi vòng như sau:
- Ở lễ bốc thăm cho vòng 32 đội, 12 đội nhất bảng và 4 đội đứng ba từ vòng bảng Champions League với thành tích vòng bảng tốt hơn được xếp vào nhóm hạt giống, và 12 đội nhì bảng và 4 đội đứng ba từ vòng bảng Champions League còn lại được xếp vào nhóm không hạt giống. Các đội hạt giống được xếp cặp để đối đầu với các đội không hạt giống, với các đội hạt giống làm đội chủ nhà cho trận lượt về. Các đội đến từ cùng bảng hoặc cùng hiệp hội không được xếp cặp để đối đầu với nhau.
- Ở lễ bốc thăm cho vòng 16 đội, vòng tứ kết và vòng bán kết, không có đội hạt giống, và các đội đến từ cùng bảng hoặc cùng hiệp hội có thể được xếp cặp để đối đầu với nhau. Vì bốc thăm vòng tứ kết và vòng bán kết được tổ chức cùng nhau trước khi vòng tứ kết được diễn ra, danh tính của đội thắng vòng tứ kết không được biết tại thời điểm bốc thăm vòng bán kết. Một lượt bốc thăm cũng được diễn ra để xác định đội "chủ nhà" cho trận chung kết (vì mục đích hành chính khi nó được tổ chức trên sân trung lập).

Vào ngày 17 tháng 6 năm 2020, UEFA thông báo rằng do đại dịch COVID-19 ở châu Âu, giai đoạn cuối của giải đấu có sự thay đổi về thể thức. Vòng tứ kết, bán kết và chung kết được diễn ra theo thể thức đấu một trận duy nhất từ ngày 10 đến ngày 21 tháng 8 năm 2020 ở các thành phố Cologne, Düsseldorf, Duisburg và Gelsenkirchen của Đức. Các trận đấu được diễn ra mà không có khán giả, mặc dù khán giả có thể được phép tuỳ theo việc xem xét lại tình hình và các quyết định của chính quyền quốc gia và địa phương.
Sau khi giải đấu trở lại vào tháng 8 năm 2020, mỗi đội được phép thay tối đa 5 cầu thủ, với cầu thủ thứ sáu được phép ở hiệp phụ. Tuy nhiên, mỗi đội chỉ có 3 cơ hội để thực hiện quyền thay người, với cơ hội thứ tư được áp dụng ở hiệp phụ, ngoại trừ quyền thay người được thực hiện ở thời gian nghỉ giữa giờ, trước khi bắt đầu hiệp phụ và quãng nghỉ giữa hai hiệp phụ. Điều này được thông qua sau đề xuất từ FIFA và được IFAB chấp thuận để giảm bớt tác động của lịch thi đấu dày đặc.

### Nhánh đấu
|  | Vòng 32 đội             | Vòng 32 đội             | Vòng 32 đội       | Vòng 32 đội       |                            |                            | Vòng 16 đội                | Vòng 16 đội | Vòng 16 đội | Vòng 16 đội |  |  | Tứ kết | Tứ kết | Tứ kết | Tứ kết |  |  | Bán kết | Bán kết | Bán kết | Bán kết |  |  | Chung kết | Chung kết | Chung kết | Chung kết |
|  |                         |                         |                   |                   |                            |                            |                            |             |             |             |  |  |        |        |        |        |  |  |         |         |         |         |  |  |           |           |           |           |
|  |                         |                         |                   |                   |                            |                            |                            |             |             |             |  |  |        |        |        |        |  |  |         |         |         |         |  |  |           |           |           |           |
|  |                         |                         |                   |                   |                            |                            |                            |             |             |             |  |  |        |        |        |        |  |  |         |         |         |         |  |  |           |           |           |           |
|  | Olympiacos (h.p.; a)    | 0                       | 2                 | 2                 |                            |                            |                            |             |             |             |  |  |        |        |        |        |  |  |         |         |         |         |  |  |           |           |           |           |
|  | Olympiacos (h.p.; a)    | 0                       | 2                 | 2                 |                            |                            |                            |             |             |             |  |  |        |        |        |        |  |  |         |         |         |         |  |  |           |           |           |           |
|  | Arsenal                 | 1                       | 1                 | 2                 |                            |                            |                            |             |             |             |  |  |        |        |        |        |  |  |         |         |         |         |  |  |           |           |           |           |
|  | Arsenal                 | 1                       | 1                 | 2                 | Olympiacos                 | 1                          | 0                          | 1           |             |             |  |  |        |        |        |        |  |  |         |         |         |         |  |  |           |           |           |           |
|  |                         |                         |                   |                   | Olympiacos                 | 1                          | 0                          | 1           |             |             |  |  |        |        |        |        |  |  |         |         |         |         |  |  |           |           |           |           |
|  |                         | Wolverhampton Wanderers | 1                 | 1                 | 2                          |                            |                            |             |             |             |  |  |        |        |        |        |  |  |         |         |         |         |  |  |           |           |           |           |
|  | Wolverhampton Wanderers | Wolverhampton Wanderers | 1                 | 1                 | 2                          | 4                          | 2                          | 6           |             |             |  |  |        |        |        |        |  |  |         |         |         |         |  |  |           |           |           |           |
|  | Wolverhampton Wanderers |                         |                   |                   |                            | 4                          | 2                          | 6           |             |             |  |  |        |        |        |        |  |  |         |         |         |         |  |  |           |           |           |           |
|  | Espanyol                | 0                       | 3                 | 3                 |                            |                            |                            |             |             |             |  |  |        |        |        |        |  |  |         |         |         |         |  |  |           |           |           |           |
|  | Espanyol                | 0                       | 3                 | 3                 | Wolverhampton Wanderers    | Wolverhampton Wanderers    | Wolverhampton Wanderers    | 0           |             |             |  |  |        |        |        |        |  |  |         |         |         |         |  |  |           |           |           |           |
|  |                         |                         |                   |                   | Wolverhampton Wanderers    | Wolverhampton Wanderers    | Wolverhampton Wanderers    | 0           |             |             |  |  |        |        |        |        |  |  |         |         |         |         |  |  |           |           |           |           |
|  |                         | Sevilla                 | Sevilla           | Sevilla           | 1                          |                            |                            |             |             |             |  |  |        |        |        |        |  |  |         |         |         |         |  |  |           |           |           |           |
|  | CFR Cluj                | Sevilla                 | Sevilla           | Sevilla           | 1                          | 1                          | 0                          | 1           |             |             |  |  |        |        |        |        |  |  |         |         |         |         |  |  |           |           |           |           |
|  | CFR Cluj                |                         |                   |                   |                            | 1                          | 0                          | 1           |             |             |  |  |        |        |        |        |  |  |         |         |         |         |  |  |           |           |           |           |
|  | Sevilla (a)             | 1                       | 0                 | 1                 |                            |                            |                            |             |             |             |  |  |        |        |        |        |  |  |         |         |         |         |  |  |           |           |           |           |
|  | Sevilla (a)             | 1                       | 0                 | 1                 | Sevilla                    | Sevilla                    | Sevilla                    | 2           |             |             |  |  |        |        |        |        |  |  |         |         |         |         |  |  |           |           |           |           |
|  |                         |                         |                   |                   | Sevilla                    | Sevilla                    | Sevilla                    | 2           |             |             |  |  |        |        |        |        |  |  |         |         |         |         |  |  |           |           |           |           |
|  |                         | Roma                    | Roma              | Roma              | 0                          |                            |                            |             |             |             |  |  |        |        |        |        |  |  |         |         |         |         |  |  |           |           |           |           |
|  | Roma                    | Roma                    | Roma              | Roma              | 0                          | 1                          | 1                          | 2           |             |             |  |  |        |        |        |        |  |  |         |         |         |         |  |  |           |           |           |           |
|  | Roma                    |                         |                   |                   |                            | 1                          | 1                          | 2           |             |             |  |  |        |        |        |        |  |  |         |         |         |         |  |  |           |           |           |           |
|  | Gent                    | 0                       | 1                 | 1                 |                            |                            |                            |             |             |             |  |  |        |        |        |        |  |  |         |         |         |         |  |  |           |           |           |           |
|  | Gent                    | 0                       | 1                 | 1                 | Sevilla                    | Sevilla                    | Sevilla                    | 2           |             |             |  |  |        |        |        |        |  |  |         |         |         |         |  |  |           |           |           |           |
|  |                         |                         |                   |                   | Sevilla                    | Sevilla                    | Sevilla                    | 2           |             |             |  |  |        |        |        |        |  |  |         |         |         |         |  |  |           |           |           |           |
|  |                         | Manchester United       | Manchester United | Manchester United | 1                          |                            |                            |             |             |             |  |  |        |        |        |        |  |  |         |         |         |         |  |  |           |           |           |           |
|  | AZ                      | Manchester United       | Manchester United | Manchester United | 1                          | 1                          | 0                          | 1           |             |             |  |  |        |        |        |        |  |  |         |         |         |         |  |  |           |           |           |           |
|  | AZ                      |                         |                   |                   |                            | 1                          | 0                          | 1           |             |             |  |  |        |        |        |        |  |  |         |         |         |         |  |  |           |           |           |           |
|  | LASK                    | 1                       | 2                 | 3                 |                            |                            |                            |             |             |             |  |  |        |        |        |        |  |  |         |         |         |         |  |  |           |           |           |           |
|  | LASK                    | 1                       | 2                 | 3                 | LASK                       | 0                          | 1                          | 1           |             |             |  |  |        |        |        |        |  |  |         |         |         |         |  |  |           |           |           |           |
|  |                         |                         |                   |                   | LASK                       | 0                          | 1                          | 1           |             |             |  |  |        |        |        |        |  |  |         |         |         |         |  |  |           |           |           |           |
|  |                         | Manchester United       | 5                 | 2                 | 7                          |                            |                            |             |             |             |  |  |        |        |        |        |  |  |         |         |         |         |  |  |           |           |           |           |
|  | Club Brugge             | Manchester United       | 5                 | 2                 | 7                          | 1                          | 0                          | 1           |             |             |  |  |        |        |        |        |  |  |         |         |         |         |  |  |           |           |           |           |
|  | Club Brugge             |                         |                   |                   |                            | 1                          | 0                          | 1           |             |             |  |  |        |        |        |        |  |  |         |         |         |         |  |  |           |           |           |           |
|  | Manchester United       | 1                       | 5                 | 6                 |                            |                            |                            |             |             |             |  |  |        |        |        |        |  |  |         |         |         |         |  |  |           |           |           |           |
|  | Manchester United       | 1                       | 5                 | 6                 | Manchester United (s.h.p.) | Manchester United (s.h.p.) | Manchester United (s.h.p.) | 1           |             |             |  |  |        |        |        |        |  |  |         |         |         |         |  |  |           |           |           |           |
|  |                         |                         |                   |                   | Manchester United (s.h.p.) | Manchester United (s.h.p.) | Manchester United (s.h.p.) | 1           |             |             |  |  |        |        |        |        |  |  |         |         |         |         |  |  |           |           |           |           |
|  |                         | Copenhagen              | Copenhagen        | Copenhagen        | 0                          |                            |                            |             |             |             |  |  |        |        |        |        |  |  |         |         |         |         |  |  |           |           |           |           |
|  | Sporting CP             | Copenhagen              | Copenhagen        | Copenhagen        | 0                          | 3                          | 1                          | 4           |             |             |  |  |        |        |        |        |  |  |         |         |         |         |  |  |           |           |           |           |
|  | Sporting CP             |                         |                   |                   |                            | 3                          | 1                          | 4           |             |             |  |  |        |        |        |        |  |  |         |         |         |         |  |  |           |           |           |           |
|  | İstanbul Başakşehir     | 1                       | 4                 | 5                 |                            |                            |                            |             |             |             |  |  |        |        |        |        |  |  |         |         |         |         |  |  |           |           |           |           |
|  | İstanbul Başakşehir     | 1                       | 4                 | 5                 | İstanbul Başakşehir        | 1                          | 0                          | 1           |             |             |  |  |        |        |        |        |  |  |         |         |         |         |  |  |           |           |           |           |
|  |                         |                         |                   |                   | İstanbul Başakşehir        | 1                          | 0                          | 1           |             |             |  |  |        |        |        |        |  |  |         |         |         |         |  |  |           |           |           |           |
|  |                         | Copenhagen              | 0                 | 3                 | 3                          |                            |                            |             |             |             |  |  |        |        |        |        |  |  |         |         |         |         |  |  |           |           |           |           |
|  | Copenhagen              | Copenhagen              | 0                 | 3                 | 3                          | 1                          | 3                          | 4           |             |             |  |  |        |        |        |        |  |  |         |         |         |         |  |  |           |           |           |           |
|  | Copenhagen              |                         |                   |                   | 21 tháng 8 – Cologne       | 1                          | 3                          | 4           |             |             |  |  |        |        |        |        |  |  |         |         |         |         |  |  |           |           |           |           |
|  | Celtic                  | 1                       | 1                 | 2                 |                            |                            |                            |             |             |             |  |  |        |        |        |        |  |  |         |         |         |         |  |  |           |           |           |           |
|  | Celtic                  | 1                       | 1                 | 2                 | Sevilla                    | Sevilla                    | Sevilla                    | 3           |             |             |  |  |        |        |        |        |  |  |         |         |         |         |  |  |           |           |           |           |
|  |                         |                         |                   |                   | Sevilla                    | Sevilla                    | Sevilla                    | 3           |             |             |  |  |        |        |        |        |  |  |         |         |         |         |  |  |           |           |           |           |
|  |                         | Inter Milan             | Inter Milan       | Inter Milan       | 2                          |                            |                            |             |             |             |  |  |        |        |        |        |  |  |         |         |         |         |  |  |           |           |           |           |
|  | Ludogorets Razgrad      | Inter Milan             | Inter Milan       | Inter Milan       | 2                          | 0                          | 1                          | 1           |             |             |  |  |        |        |        |        |  |  |         |         |         |         |  |  |           |           |           |           |
|  | Ludogorets Razgrad      |                         |                   |                   |                            | 0                          | 1                          | 1           |             |             |  |  |        |        |        |        |  |  |         |         |         |         |  |  |           |           |           |           |
|  | Inter Milan             | 2                       | 2                 | 4                 |                            |                            |                            |             |             |             |  |  |        |        |        |        |  |  |         |         |         |         |  |  |           |           |           |           |
|  | Inter Milan             | 2                       | 2                 | 4                 | Inter Milan                | Inter Milan                | Inter Milan                | 2           |             |             |  |  |        |        |        |        |  |  |         |         |         |         |  |  |           |           |           |           |
|  |                         |                         |                   |                   | Inter Milan                | Inter Milan                | Inter Milan                | 2           |             |             |  |  |        |        |        |        |  |  |         |         |         |         |  |  |           |           |           |           |
|  |                         | Getafe                  | Getafe            | Getafe            | 0                          |                            |                            |             |             |             |  |  |        |        |        |        |  |  |         |         |         |         |  |  |           |           |           |           |
|  | Getafe                  | Getafe                  | Getafe            | Getafe            | 0                          | 2                          | 1                          | 3           |             |             |  |  |        |        |        |        |  |  |         |         |         |         |  |  |           |           |           |           |
|  | Getafe                  |                         |                   |                   |                            | 2                          | 1                          | 3           |             |             |  |  |        |        |        |        |  |  |         |         |         |         |  |  |           |           |           |           |
|  | Ajax                    | 0                       | 2                 | 2                 |                            |                            |                            |             |             |             |  |  |        |        |        |        |  |  |         |         |         |         |  |  |           |           |           |           |
|  | Ajax                    | 0                       | 2                 | 2                 | Inter Milan                | Inter Milan                | Inter Milan                | 2           |             |             |  |  |        |        |        |        |  |  |         |         |         |         |  |  |           |           |           |           |
|  |                         |                         |                   |                   | Inter Milan                | Inter Milan                | Inter Milan                | 2           |             |             |  |  |        |        |        |        |  |  |         |         |         |         |  |  |           |           |           |           |
|  |                         | Bayer Leverkusen        | Bayer Leverkusen  | Bayer Leverkusen  | 1                          |                            |                            |             |             |             |  |  |        |        |        |        |  |  |         |         |         |         |  |  |           |           |           |           |
|  | Rangers                 | Bayer Leverkusen        | Bayer Leverkusen  | Bayer Leverkusen  | 1                          | 3                          | 1                          | 4           |             |             |  |  |        |        |        |        |  |  |         |         |         |         |  |  |           |           |           |           |
|  | Rangers                 |                         |                   |                   |                            | 3                          | 1                          | 4           |             |             |  |  |        |        |        |        |  |  |         |         |         |         |  |  |           |           |           |           |
|  | Braga                   | 2                       | 0                 | 2                 |                            |                            |                            |             |             |             |  |  |        |        |        |        |  |  |         |         |         |         |  |  |           |           |           |           |
|  | Braga                   | 2                       | 0                 | 2                 | Rangers                    | 1                          | 0                          | 1           |             |             |  |  |        |        |        |        |  |  |         |         |         |         |  |  |           |           |           |           |
|  |                         |                         |                   |                   | Rangers                    | 1                          | 0                          | 1           |             |             |  |  |        |        |        |        |  |  |         |         |         |         |  |  |           |           |           |           |
|  |                         | Bayer Leverkusen        | 3                 | 1                 | 4                          |                            |                            |             |             |             |  |  |        |        |        |        |  |  |         |         |         |         |  |  |           |           |           |           |
|  | Bayer Leverkusen        | Bayer Leverkusen        | 3                 | 1                 | 4                          | 2                          | 3                          | 5           |             |             |  |  |        |        |        |        |  |  |         |         |         |         |  |  |           |           |           |           |
|  | Bayer Leverkusen        |                         |                   |                   |                            | 2                          | 3                          | 5           |             |             |  |  |        |        |        |        |  |  |         |         |         |         |  |  |           |           |           |           |
|  | Porto                   | 1                       | 1                 | 2                 |                            |                            |                            |             |             |             |  |  |        |        |        |        |  |  |         |         |         |         |  |  |           |           |           |           |
|  | Porto                   | 1                       | 1                 | 2                 | Inter Milan                | Inter Milan                | Inter Milan                | 5           |             |             |  |  |        |        |        |        |  |  |         |         |         |         |  |  |           |           |           |           |
|  |                         |                         |                   |                   | Inter Milan                | Inter Milan                | Inter Milan                | 5           |             |             |  |  |        |        |        |        |  |  |         |         |         |         |  |  |           |           |           |           |
|  |                         | Shakhtar Donetsk        | Shakhtar Donetsk  | Shakhtar Donetsk  | 0                          |                            |                            |             |             |             |  |  |        |        |        |        |  |  |         |         |         |         |  |  |           |           |           |           |
|  | VfL Wolfsburg           | Shakhtar Donetsk        | Shakhtar Donetsk  | Shakhtar Donetsk  | 0                          | 2                          | 3                          | 5           |             |             |  |  |        |        |        |        |  |  |         |         |         |         |  |  |           |           |           |           |
|  | VfL Wolfsburg           |                         |                   |                   |                            | 2                          | 3                          | 5           |             |             |  |  |        |        |        |        |  |  |         |         |         |         |  |  |           |           |           |           |
|  | Malmö FF                | 1                       | 0                 | 1                 |                            |                            |                            |             |             |             |  |  |        |        |        |        |  |  |         |         |         |         |  |  |           |           |           |           |
|  | Malmö FF                | 1                       | 0                 | 1                 | VfL Wolfsburg              | 1                          | 0                          | 1           |             |             |  |  |        |        |        |        |  |  |         |         |         |         |  |  |           |           |           |           |
|  |                         |                         |                   |                   | VfL Wolfsburg              | 1                          | 0                          | 1           |             |             |  |  |        |        |        |        |  |  |         |         |         |         |  |  |           |           |           |           |
|  |                         | Shakhtar Donetsk        | 2                 | 3                 | 5                          |                            |                            |             |             |             |  |  |        |        |        |        |  |  |         |         |         |         |  |  |           |           |           |           |
|  | Shakhtar Donetsk        | Shakhtar Donetsk        | 2                 | 3                 | 5                          | 2                          | 3                          | 5           |             |             |  |  |        |        |        |        |  |  |         |         |         |         |  |  |           |           |           |           |
|  | Shakhtar Donetsk        |                         |                   |                   |                            | 2                          | 3                          | 5           |             |             |  |  |        |        |        |        |  |  |         |         |         |         |  |  |           |           |           |           |
|  | Benfica                 | 1                       | 3                 | 4                 |                            |                            |                            |             |             |             |  |  |        |        |        |        |  |  |         |         |         |         |  |  |           |           |           |           |
|  | Benfica                 | 1                       | 3                 | 4                 | Shakhtar Donetsk           | Shakhtar Donetsk           | Shakhtar Donetsk           | 4           |             |             |  |  |        |        |        |        |  |  |         |         |         |         |  |  |           |           |           |           |
|  |                         |                         |                   |                   | Shakhtar Donetsk           | Shakhtar Donetsk           | Shakhtar Donetsk           | 4           |             |             |  |  |        |        |        |        |  |  |         |         |         |         |  |  |           |           |           |           |
|  |                         | Basel                   | Basel             | Basel             | 1                          |                            |                            |             |             |             |  |  |        |        |        |        |  |  |         |         |         |         |  |  |           |           |           |           |
|  | Eintracht Frankfurt     | Basel                   | Basel             | Basel             | 1                          | 4                          | 2                          | 6           |             |             |  |  |        |        |        |        |  |  |         |         |         |         |  |  |           |           |           |           |
|  | Eintracht Frankfurt     |                         |                   |                   |                            | 4                          | 2                          | 6           |             |             |  |  |        |        |        |        |  |  |         |         |         |         |  |  |           |           |           |           |
|  | Red Bull Salzburg       | 1                       | 2                 | 3                 |                            |                            |                            |             |             |             |  |  |        |        |        |        |  |  |         |         |         |         |  |  |           |           |           |           |
|  | Red Bull Salzburg       | 1                       | 2                 | 3                 | Eintracht Frankfurt        | 0                          | 0                          | 0           |             |             |  |  |        |        |        |        |  |  |         |         |         |         |  |  |           |           |           |           |
|  |                         |                         |                   |                   | Eintracht Frankfurt        | 0                          | 0                          | 0           |             |             |  |  |        |        |        |        |  |  |         |         |         |         |  |  |           |           |           |           |
|  |                         | Basel                   | 3                 | 1                 | 4                          |                            |                            |             |             |             |  |  |        |        |        |        |  |  |         |         |         |         |  |  |           |           |           |           |
|  | APOEL                   | Basel                   | 3                 | 1                 | 4                          | 0                          | 0                          | 0           |             |             |  |  |        |        |        |        |  |  |         |         |         |         |  |  |           |           |           |           |
|  | APOEL                   |                         |                   |                   |                            | 0                          | 0                          | 0           |             |             |  |  |        |        |        |        |  |  |         |         |         |         |  |  |           |           |           |           |
|  | Basel                   | 3                       | 1                 | 4                 |                            |                            |                            |             |             |             |  |  |        |        |        |        |  |  |         |         |         |         |  |  |           |           |           |           |
|  | Basel                   | 3                       | 1                 | 4                 |                            |                            |                            |             |             |             |  |  |        |        |        |        |  |  |         |         |         |         |  |  |           |           |           |           |

### Vòng 32 đội
Lễ bốc thăm cho vòng 32 đội được tổ chức vào ngày 16 tháng 12 năm 2019, lúc 13:00 CET. Lượt đi được diễn ra vào ngày 20 tháng 2, và lượt về được diễn ra vào ngày 26, 27 và 28 tháng 2 năm 2020.
| Đội 1                   | TTS     | Đội 2               | Lượt đi | Lượt về      |
| ----------------------- | ------- | ------------------- | ------- | ------------ |
| Wolverhampton Wanderers | 6–3     | Espanyol            | 4–0     | 2–3          |
| Sporting CP             | 4–5     | İstanbul Başakşehir | 3–1     | 1–4 (s.h.p.) |
| Getafe                  | 3–2     | Ajax                | 2–0     | 1–2          |
| Bayer Leverkusen        | 5–2     | Porto               | 2–1     | 3–1          |
| Copenhagen              | 4–2     | Celtic              | 1–1     | 3–1          |
| APOEL                   | 0–4     | Basel               | 0–3     | 0–1          |
| CFR Cluj                | 1–1 (a) | Sevilla             | 1–1     | 0–0          |
| Olympiacos              | 2–2 (a) | Arsenal             | 0–1     | 2–1 (s.h.p.) |
| AZ                      | 1–3     | LASK                | 1–1     | 0–2          |
| Club Brugge             | 1–6     | Manchester United   | 1–1     | 0–5          |
| Ludogorets Razgrad      | 1–4     | Inter Milan         | 0–2     | 1–2          |
| Eintracht Frankfurt     | 6–3     | Red Bull Salzburg   | 4–1     | 2–2          |
| Shakhtar Donetsk        | 5–4     | Benfica             | 2–1     | 3–3          |
| VfL Wolfsburg           | 5–1     | Malmö FF            | 2–1     | 3–0          |
| Roma                    | 2–1     | Gent                | 1–0     | 1–1          |
| Rangers                 | 4–2     | Braga               | 3–2     | 1–0          |

### Vòng 16 đội
Lễ bốc thăm cho vòng 16 đội được tổ chức vào ngày 28 tháng 2 năm 2020, lúc 13:00 CET.
6 trong số 8 trận đấu lượt đi được diễn ra vào ngày 12 tháng 3, trong khi các trận đấu lượt đi còn lại và tất cả các trận đấu lượt về đã bị hoãn bởi UEFA do những lo ngại về đại dịch COVID-19. Vào ngày 17 tháng 6 năm 2020, UEFA thông báo rằng lượt về được diễn ra vào ngày 5–6 tháng 8 năm 2020. Vào tháng 7 năm 2020, họ xác nhận rằng các trận đấu lượt về được diễn ra tại sân vận động của đội chủ nhà như bình thường. Đối với hai cặp đấu chưa diễn ra lượt đi, các trận đấu thay vào đó được diễn ra theo thể thức đấu một trận duy nhất, được diễn ra tại một sân trung lập ở Đức.
| Đội 1               | TTS | Đội 2                   | Lượt đi | Lượt về |
| ------------------- | --- | ----------------------- | ------- | ------- |
| İstanbul Başakşehir | 1–3 | Copenhagen              | 1–0     | 0–3     |
| Olympiacos          | 1–2 | Wolverhampton Wanderers | 1–1     | 0–1     |
| Rangers             | 1–4 | Bayer Leverkusen        | 1–3     | 0–1     |
| VfL Wolfsburg       | 1–5 | Shakhtar Donetsk        | 1–2     | 0–3     |
| Inter Milan         | 2–0 | Getafe                  |         |         |
| Sevilla             | 2–0 | Roma                    |         |         |
| Eintracht Frankfurt | 0–4 | Basel                   | 0–3     | 0–1     |
| LASK                | 1–7 | Manchester United       | 0–5     | 1–2     |

### Tứ kết
Lễ bốc thăm cho vòng tứ kết được tổ chức vào ngày 10 tháng 7 năm 2020.
Các trận đấu được diễn ra từ ngày 10 và 11 tháng 8 năm 2020.
| Đội 1                   | Tỉ số        | Đội 2            |
| ----------------------- | ------------ | ---------------- |
| Shakhtar Donetsk        | 4–1          | Basel            |
| Manchester United       | 1–0 (s.h.p.) | Copenhagen       |
| Inter Milan             | 2–1          | Bayer Leverkusen |
| Wolverhampton Wanderers | 0–1          | Sevilla          |

### Bán kết
Lễ bốc thăm cho vòng bán kết được tổ chức vào ngày 10 tháng 7 năm 2020 (sau khi bốc thăm vòng tứ kết).
Các trận đấu được diễn ra vào ngày 16 và 17 tháng 8 năm 2020.
| Đội 1       | Tỉ số | Đội 2             |
| ----------- | ----- | ----------------- |
| Sevilla     | 2–1   | Manchester United |
| Inter Milan | 5–0   | Shakhtar Donetsk  |

### Chung kết
Trận chung kết được diễn ra tại Sân vận động RheinEnergie ở Cologne. Đội "chủ nhà" (vì mục đích hành chính) được xác định bằng một lượt bốc thăm bổ sung được tổ chức sau khi bốc thăm vòng tứ kết và vòng bán kết.
| Sevilla                                | 3–2      | Inter Milan                     |
| -------------------------------------- | -------- | ------------------------------- |
| - De Jong 12', 33' - Lukaku 74' (l.n.) | Chi tiết | - Lukaku 5' (ph.đ.) - Godín 36' |

## Thống kê
Thống kê ở vòng loại và vòng play-off không được tính đến.

### Các cầu thủ ghi bàn hàng đầu
| XH | Cầu thủ         | Đội                           | Số bàn thắng | Số phút đã chơi |
| -- | --------------- | ----------------------------- | ------------ | --------------- |
| 1  | Bruno Fernandes | Sporting CP Manchester United | 8            | 811             |
| 2  | Romelu Lukaku   | Inter Milan                   | 7            | 443             |
| 3  | Diogo Jota      | Wolverhampton Wanderers       | 6            | 373             |
| 3  | Andraž Šporar   | Slovan Bratislava Sporting CP | 6            | 718             |
| 3  | Daichi Kamada   | Eintracht Frankfurt           | 6            | 738             |
| 3  | Alfredo Morelos | Rangers                       | 6            | 792             |
| 3  | Edin Višća      | İstanbul Başakşehir           | 6            | 930             |
| 8  | Munir           | Sevilla                       | 5            | 445             |
| 8  | Marko Raguž     | LASK                          | 5            | 486             |
| 8  | Mason Greenwood | Manchester United             | 5            | 640             |
| 8  | Fabian Frei     | Basel                         | 5            | 964             |

Nguồn:

### Các cầu thủ kiến tạo hàng đầu
| XH | Cầu thủ         | Đội                           | Số pha kiến tạo | Số phút đã chơi |
| -- | --------------- | ----------------------------- | --------------- | --------------- |
| 1  | Galeno          | Braga                         | 6               | 567             |
| 2  | Juan Mata       | Manchester United             | 5               | 767             |
| 3  | Uroš Matić      | APOEL                         | 4               | 720             |
| 3  | Bruno Fernandes | Sporting CP Manchester United | 4               | 811             |
| 5  | 23 cầu thủ      | 23 cầu thủ                    | 3               | —               |

Nguồn:

### Đội hình tiêu biểu của mùa giải
Nhóm nghiên cứu chiến thuật của UEFA lựa chọn 23 cầu thủ sau đây vào đội hình tiêu biểu của giải đấu.
| VT | Cầu thủ             | Đội                     |
| -- | ------------------- | ----------------------- |
| TM | Samir Handanović    | Inter Milan             |
| TM | Yassine Bounou      | Sevilla                 |
| TM | Karl-Johan Johnsson | Copenhagen              |
| HV | Sergio Reguilón     | Sevilla                 |
| HV | Jesús Navas         | Sevilla                 |
| HV | Stefan de Vrij      | Inter Milan             |
| HV | Conor Coady         | Wolverhampton Wanderers |
| HV | Jules Koundé        | Sevilla                 |
| HV | Jonathan Tah        | Bayer Leverkusen        |
| TV | Bruno Fernandes     | Manchester United       |
| TV | Éver Banega         | Sevilla                 |
| TV | Kai Havertz         | Bayer Leverkusen        |
| TV | Fred                | Manchester United       |
| TV | Taison              | Shakhtar Donetsk        |
| TV | Nicolò Barella      | Inter Milan             |
| TV | Marcelo Brozović    | Inter Milan             |
| TV | Fabian Frei         | Basel                   |
| TĐ | Romelu Lukaku       | Inter Milan             |
| TĐ | Lautaro Martínez    | Inter Milan             |
| TĐ | Marcus Rashford     | Manchester United       |
| TĐ | Lucas Ocampos       | Sevilla                 |
| TĐ | Munir               | Sevilla                 |
| TĐ | Luuk de Jong        | Sevilla                 |

### Cầu thủ xuất sắc nhất mùa giải
| XH                        | Cầu thủ                 | Đội                           | Điểm                    |
| Danh sách rút gọn top 3   | Danh sách rút gọn top 3 | Danh sách rút gọn top 3       | Danh sách rút gọn top 3 |
| ------------------------- | ----------------------- | ----------------------------- | ----------------------- |
| 1                         | Romelu Lukaku           | Inter Milan                   | 270                     |
| 2                         | Bruno Fernandes         | Sporting CP Manchester United | 128                     |
| 3                         | Éver Banega             | Sevilla                       | 118                     |
| Các cầu thủ xếp hạng 4–10 |                         |                               |                         |
| 4                         | Luuk de Jong            | Sevilla                       | 64                      |
| 5                         | Jesús Navas             | Sevilla                       | 59                      |
| 6                         | Lucas Ocampos           | Sevilla                       | 39                      |
| 7                         | Kai Havertz             | Bayer Leverkusen              | 17                      |
| 8                         | Diego Carlos            | Sevilla                       | 9                       |
| 9                         | Adama Traoré            | Wolverhampton Wanderers       | 8                       |
| 10                        | Jules Koundé            | Sevilla                       | 7                       |